# Sainville
Sainville est une commune française située dans le département d'Eure-et-Loir en région Centre-Val de Loire.

## Géographie

### Situation
Sainville est située à 10 km d'Auneau, bureau centralisateur du canton, à 26 km de Janville-en-Beauce, siège de la communauté de communes et à 32 km de Chartres, préfecture du département.

Situation géographique
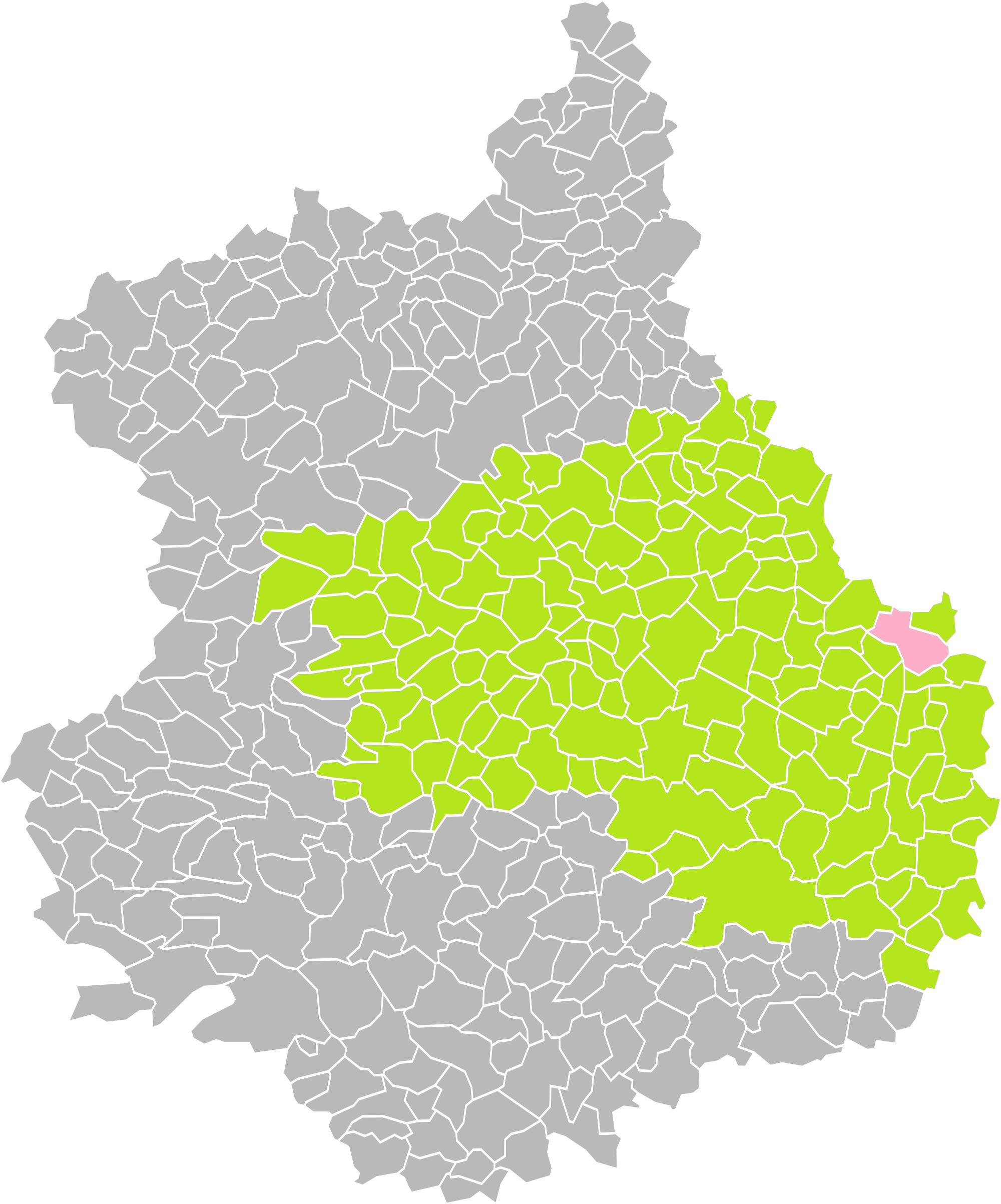
Sainville dans son arrondissement.
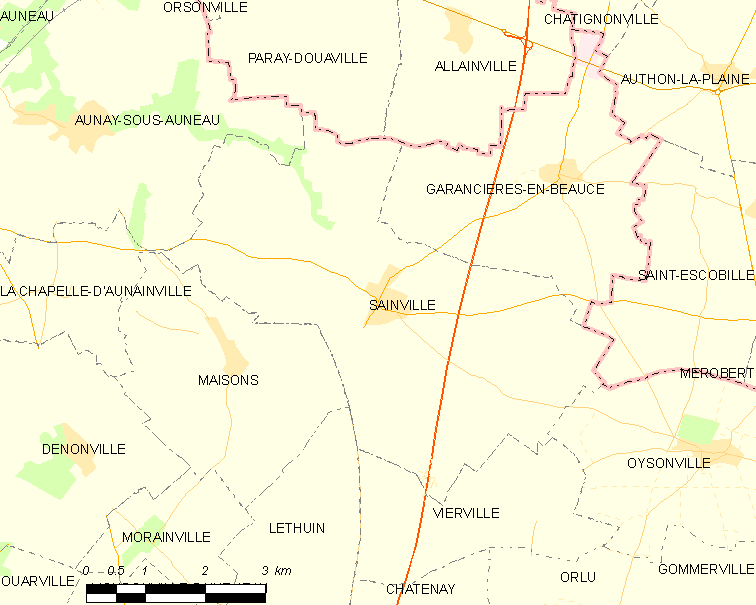
Carte de la commune de Sainville.

### Communes et départements limitrophes
| Aunay-sous-Auneau         | Paray-Douaville (Yvelines) | Allainville (Yvelines)               |
| La Chapelle-d'Aunainville | Sainville                  | Garancières-en-Beauce                |
| Maisons Léthuin           | Vierville                  | Saint-Escobille (Essonne) Oysonville |

### Hameaux et écarts

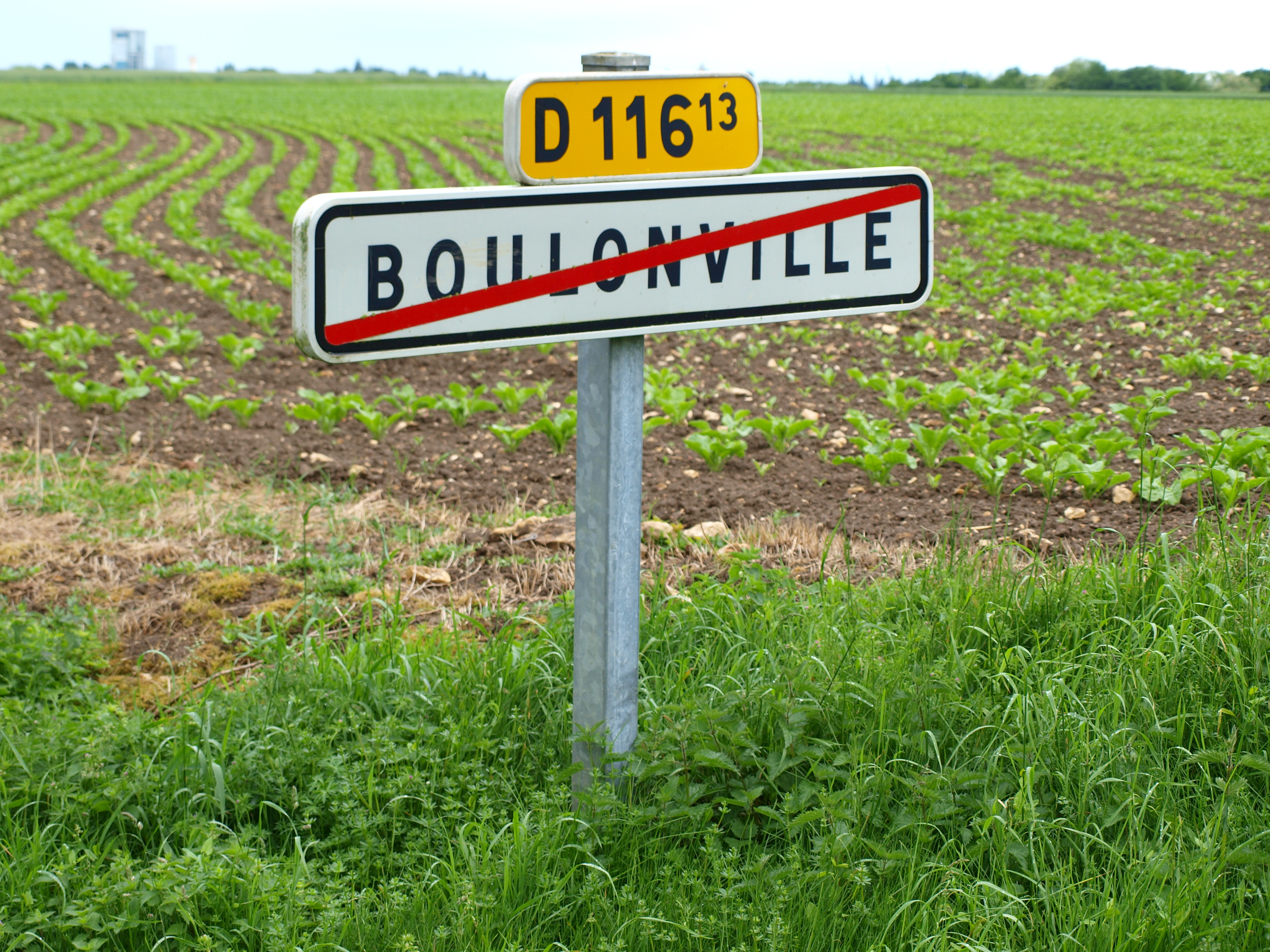
Sortie de Boulonville par la RD 116^{13}.

Boulonville, Manterville, Le Chêne, Le Chêne Viel.

### Climat
Le climat qui caractérise la commune est qualifié, en 2010, de « climat océanique dégradé des plaines du Centre et du Nord », selon la typologie des climats de la France qui compte alors huit grands types de climats en métropole. En 2020, la commune ressort du type « climat océanique altéré » dans la classification établie par Météo-France, qui ne compte désormais, en première approche, que cinq grands types de climats en métropole. Il s’agit d’une zone de transition entre le climat océanique, le climat de montagne et le climat semi-continental. Les écarts de température entre hiver et été augmentent avec l'éloignement de la mer. La pluviométrie est plus faible qu'en bord de mer, sauf aux abords des reliefs.
Les paramètres climatiques qui ont permis d’établir la typologie de 2010 comportent six variables pour les températures et huit pour les précipitations, dont les valeurs correspondent aux données mensuelles sur la normale 1971-2000. Les sept principales variables caractérisant la commune sont présentées dans l'encadré ci-après.
| Paramètres climatiques communaux sur la période 1971-2000 - Moyenne annuelle de température : 10,6 °C - Nombre de jours avec une température inférieure à −5 °C : 2,9 j - Nombre de jours avec une température supérieure à 30 °C : 4 j - Amplitude thermique annuelle : 14,8 °C - Cumuls annuels de précipitation : 648 mm - Nombre de jours de précipitation en janvier : 10,7 j - Nombre de jours de précipitation en juillet : 7,6 j |

Avec le changement climatique, ces variables ont évolué. Une étude réalisée en 2014 par la Direction générale de l'Énergie et du Climat complétée par des études régionales prévoit en effet que la  température moyenne devrait croître et la pluviométrie moyenne baisser, avec toutefois de fortes variations régionales. La station météorologique de Météo-France installée sur la commune et mise en service en 1953 permet de connaître l'évolution des indicateurs météorologiques. Le tableau détaillé pour la période 1981-2010 est présenté ci-après.
| Mois                                  | jan.             | fév.           | mars             | avril            | mai             | juin           | jui.           | août           | sep.         | oct.            | nov.         | déc.             | année      |
| ------------------------------------- | ---------------- | -------------- | ---------------- | ---------------- | --------------- | -------------- | -------------- | -------------- | ------------ | --------------- | ------------ | ---------------- | ---------- |
| Température minimale moyenne (°C)     | 0,6              | 0,5            | 2,5              | 4,1              | 7,7             | 10,3           | 12,3           | 12,3           | 9,5          | 7               | 3,4          | 1,3              | 6          |
| Température moyenne (°C)              | 3,5              | 4,1            | 7,2              | 9,7              | 13,5            | 16,5           | 19             | 18,9           | 15,5         | 11,7            | 6,8          | 4                | 10,9       |
| Température maximale moyenne (°C)     | 6,5              | 7,7            | 12               | 15,4             | 19,2            | 22,7           | 25,6           | 25,5           | 21,5         | 16,3            | 10,3         | 6,7              | 15,8       |
| Record de froid (°C) date du record   | −19,4 17.01.1985 | −15,3 07.02.12 | −11,2 07.03.1971 | −10,1 08.04.1958 | −1,2 03.05.1967 | 0,6 05.06.1991 | 4,6 04.07.1984 | 3,7 31.08.1986 | 1 19.09.1977 | −4,6 30.10.1985 | −12 30.11.10 | −13,6 29.12.1964 | −19,4 1985 |
| Record de chaleur (°C) date du record | 15,8 27.01.03    | 21 27.02.19    | 26 31.03.21      | 29,5 20.04.18    | 32,3 07.05.1976 | 37 29.06.19    | 42,9 25.07.19  | 40,3 12.08.03  | 35 15.09.20  | 30,1 01.10.1985 | 21 07.11.15  | 17,5 09.12.1961  | 42,9 2019  |
| Précipitations (mm)                   | 53,2             | 45,9           | 49,8             | 49,5             | 63,4            | 50             | 58,8           | 49,8           | 50           | 65              | 57,7         | 62,5             | 655,6      |

## Urbanisme

### Typologie
Au 1er janvier 2024, Sainville est catégorisée bourg rural, selon la nouvelle grille communale de densité à 7 niveaux définie par l'Insee en 2022.
Elle est située hors unité urbaine. Par ailleurs la commune fait partie de l'aire d'attraction de Paris, dont elle est une commune de la couronne,. 

### Occupation des sols
L'occupation des sols de la commune, telle qu'elle ressort de la base de données européenne d’occupation biophysique des sols Corine Land Cover (CLC), est marquée par l'importance des territoires agricoles (95,7 % en 2018), en diminution par rapport à 1990 (96,6 %). La répartition détaillée en 2018 est la suivante : 
terres arables (95,7 %), zones urbanisées (3 %), forêts (1,3 %). L'évolution de l’occupation des sols de la commune et de ses infrastructures peut être observée sur les différentes représentations cartographiques du territoire : la carte de Cassini (XVIIIe siècle), la carte d'état-major (1820-1866) et les cartes ou photos aériennes de l'IGN pour la période actuelle (1950 à aujourd'hui).

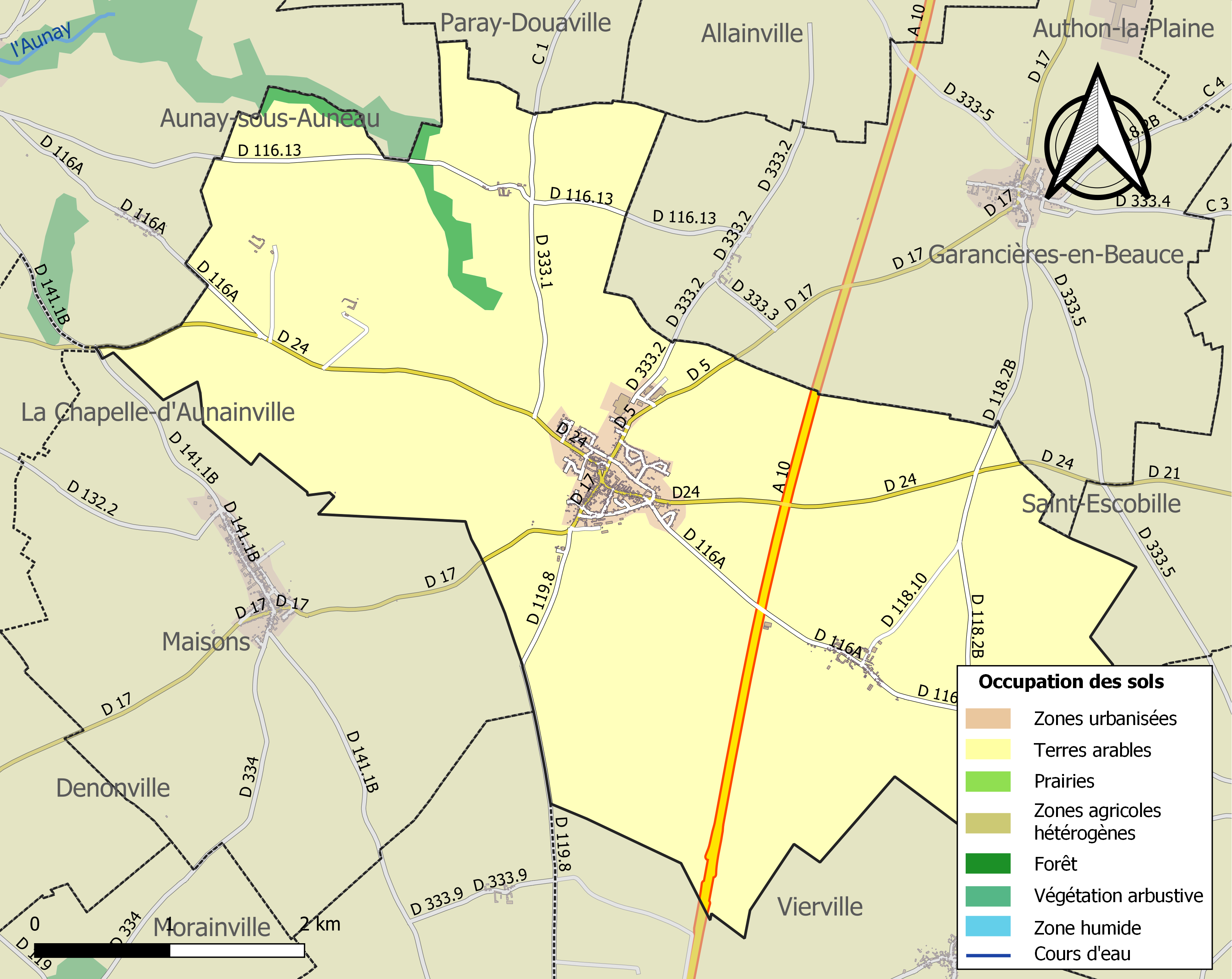
Carte des infrastructures et de l'occupation des sols de la commune en 2018 (CLC).

### Risques majeurs
Le territoire de la commune de Sainville est vulnérable à différents aléas naturels : météorologiques (tempête, orage, neige, grand froid, canicule ou sécheresse), inondationset séisme (sismicité très faible). Il est également exposé à un risque technologique, le transport de matières dangereuses. Un site publié par le BRGM permet d'évaluer simplement et rapidement les risques d'un bien localisé soit par son adresse soit par le numéro de sa parcelle.

#### Risques naturels
Certaines parties du territoire communal sont susceptibles d’être affectées par le risque d’inondation par débordement de cours d'eau, notamment la Cloche et le ruisseau de l'Ancien étang de Pot de Vin. La commune a été reconnue en état de catastrophe naturelle au titre des dommages causés par les inondations et coulées de boue survenues en 1999,.

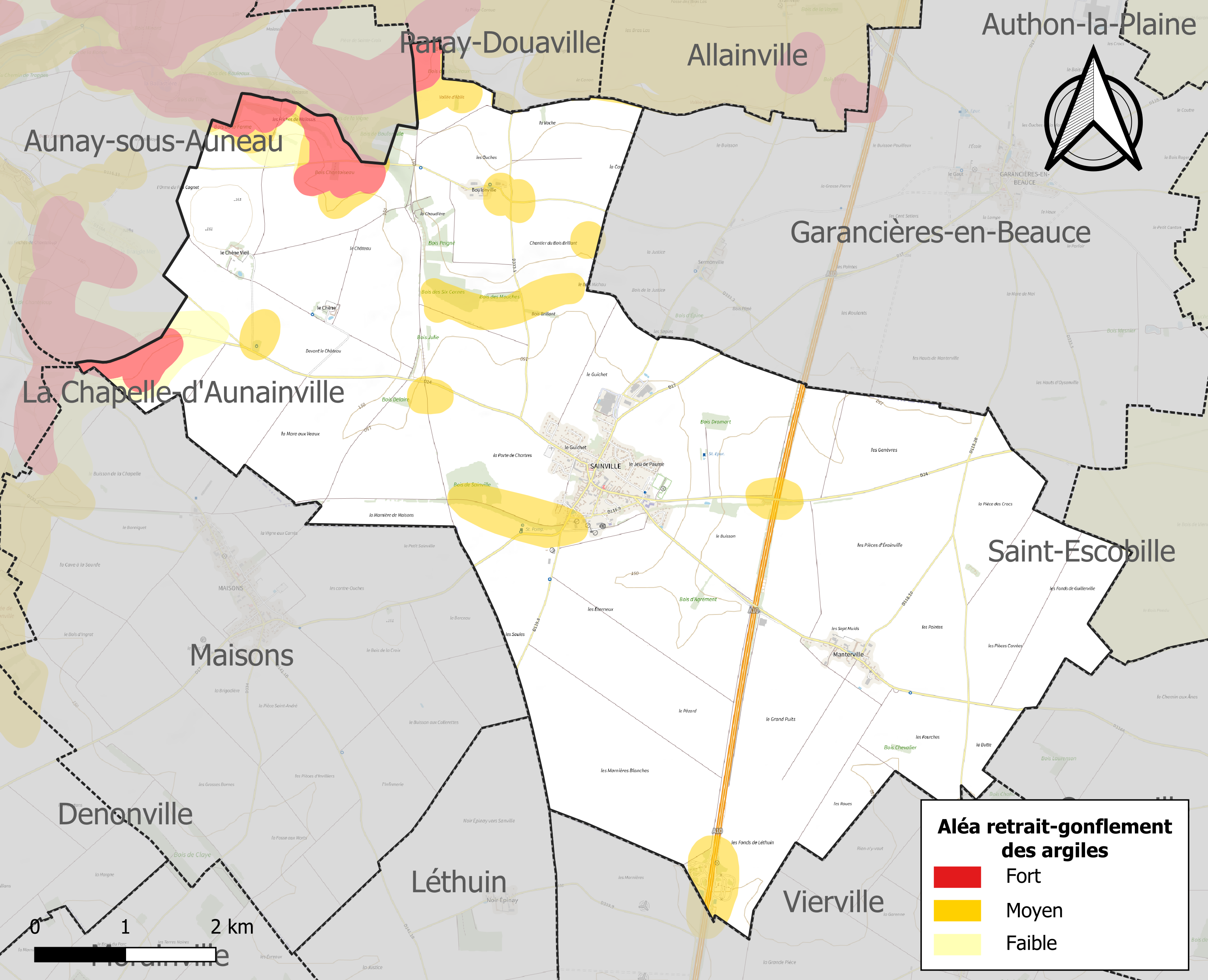
Carte des zones d'aléa retrait-gonflement des sols argileux de Sainville.

Le retrait-gonflement des sols argileux est susceptible d'engendrer des dommages importants aux bâtiments en cas d’alternance de périodes de sécheresse et de pluie. 9,2 % de la superficie communale est en aléa moyen ou fort (52,8 % au niveau départemental et 48,5 % au niveau national). Sur les 401 bâtiments dénombrés sur la commune en 2019, 19 sont en aléa moyen ou fort, soit 5 %, à comparer aux 70 % au niveau départemental et 54 % au niveau national. Une cartographie de l'exposition du territoire national au retrait gonflement des sols argileux est disponible sur le site du BRGM,.
Concernant les mouvements de terrains, la commune a été reconnue en état de catastrophe naturelle au titre des dommages causés par des mouvements de terrain en 1999.

#### Risques technologiques
Le risque de transport de matières dangereuses sur la commune est lié à sa traversée par des infrastructures routières ou ferroviaires importantes ou la présence d'une canalisation de transport d'hydrocarbures. Un accident se produisant sur de telles infrastructures est en effet susceptible d’avoir des effets graves au bâti ou aux personnes jusqu’à 350 m, selon la nature du matériau transporté. Des dispositions d’urbanisme peuvent être préconisées en conséquence.

### Voies de communication et transports

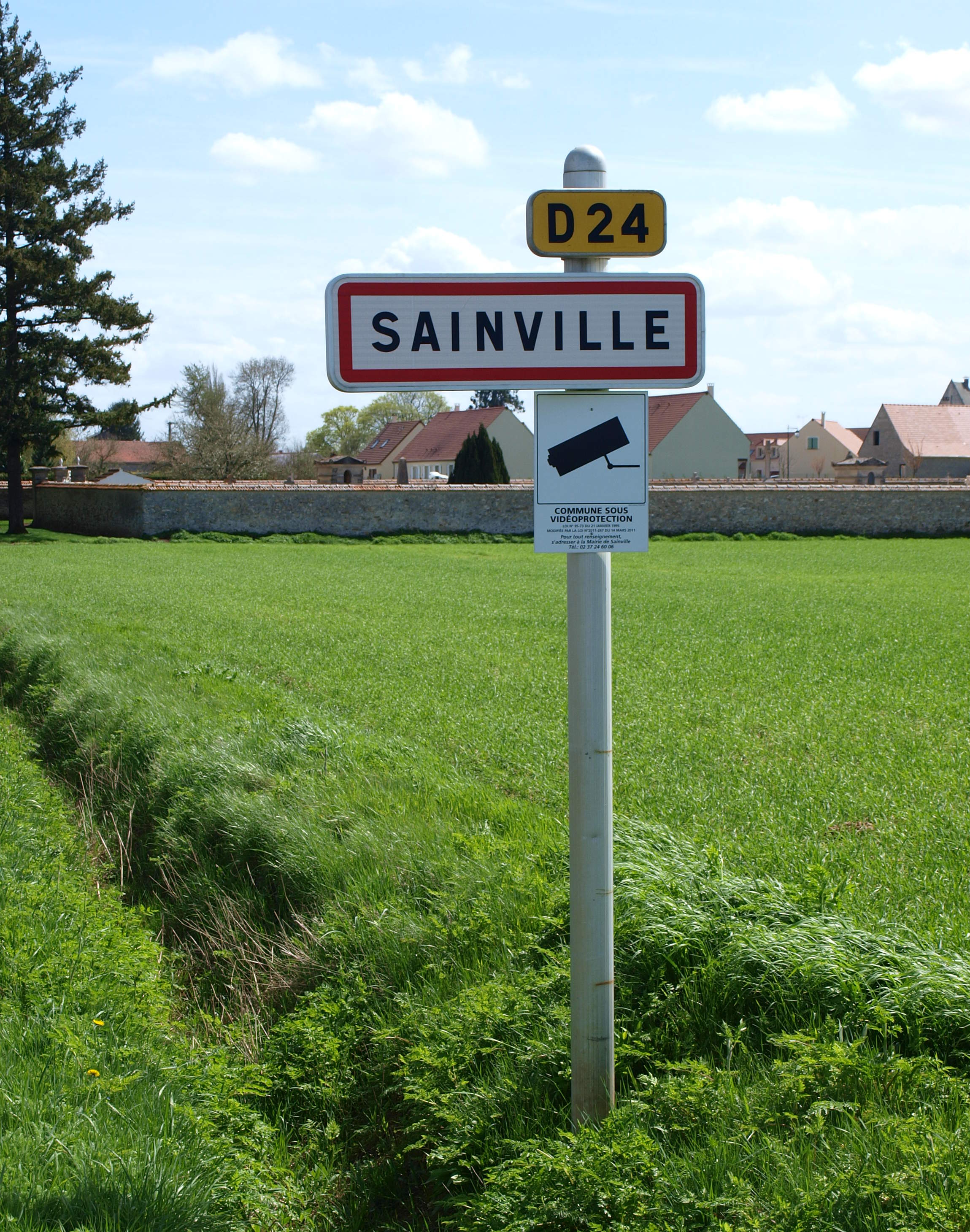
Entrée de Sainville par la route départementale 24.

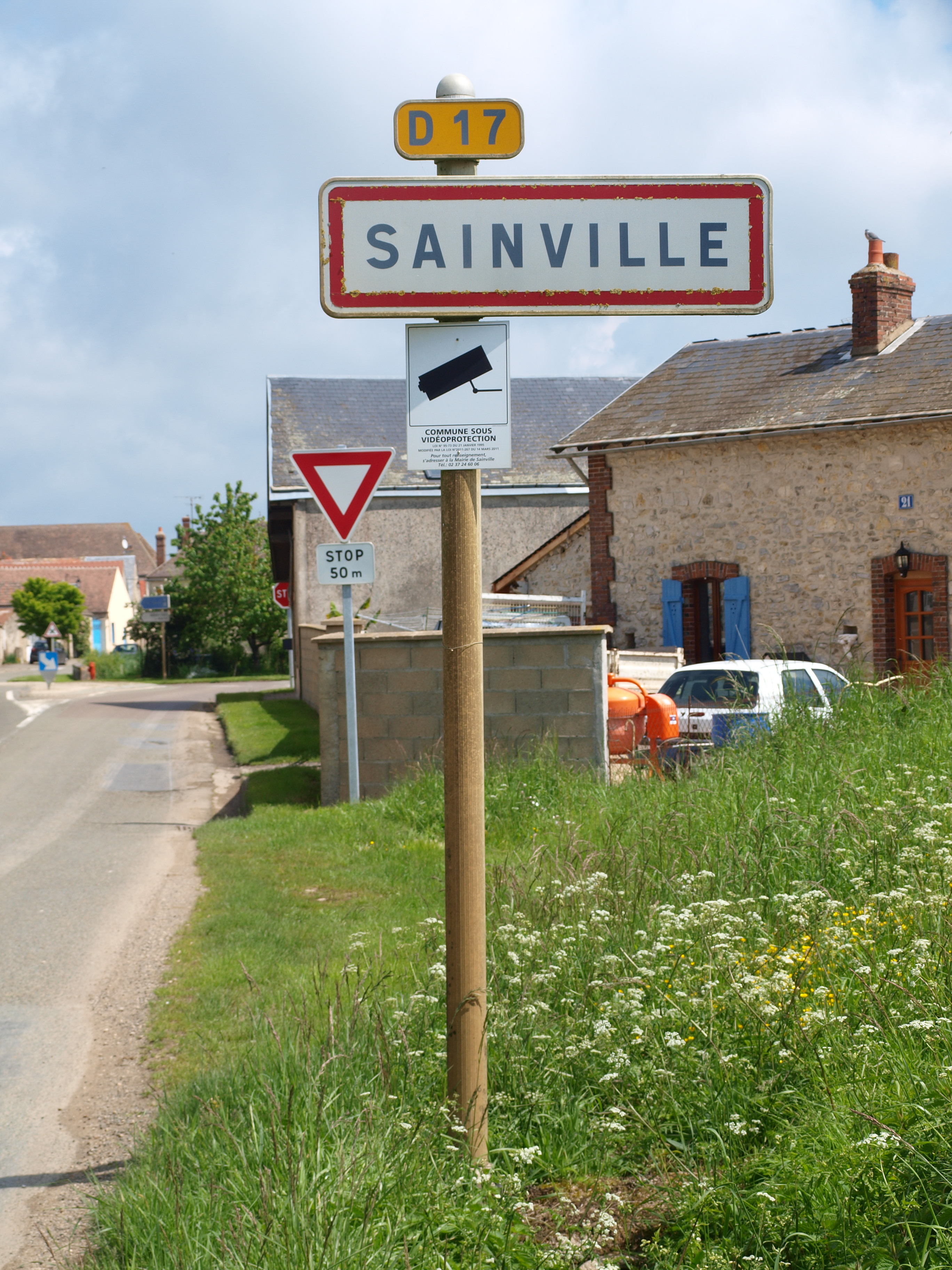
Entrée de Sainville par la route départementale 17.

#### Voies de communication
- Par la route départementale 24, Sainville est relié à Chartres, à l'ouest, et à Étampes et l'Essonne, à l'est.
- Par la route départementale 17, la commune est également reliée au département de l'Essonne et Dourdan, à l'est, et Bonneval et Courtalain, à l'ouest.
- Le territoire de la commune est traversé par l'autoroute A 10, l'Aquitaine, qui relie Paris à Bordeaux. Elle accueille deux aires de repos : Boutroux (sens  Paris-Bordeaux) et Marnières (sens Bordeaux-Paris) entre les sorties n° 11 et 12.

## Toponymie

### Attestations anciennes
Segetis [Segenis] villa en  1084 ; Sainvilla, vers 1130 ; Sainville en Beauce en 1380 ; Sainville en 1391 ; Sainville en 1394 ; Sainville en 1401 ; Sainville en 1545 ; Sainville en 1740 ; Sainville au XVIIIe siècle (Carte de Cassini).

### Étymologie
Formation médiévale en -ville au sens ancien de « domaine rural » (appellatif toponymique issu du gallo-roman VILLA « grand domaine rural »). Il est précédé du nom de personne d’origine germanique. La forme Segetis [Segenis] villa en  1084, c’est-à-dire « “domaine”, villa, de la “récolte” », est une latinisation médiévale de la forme romane incomprise ou une erreur de graphie.

## Histoire

### Époque contemporaine

#### XXesiècle
- De 1893 à 1939, Sainville est desservie, pour le service des voyageurs, par la ligne de chemin de fer d'Étampes à Auneau-Embranchement. Le trafic fret subsiste jusqu'en 1972, puis la ligne est entièrement déférée entre 1973 et 1977.

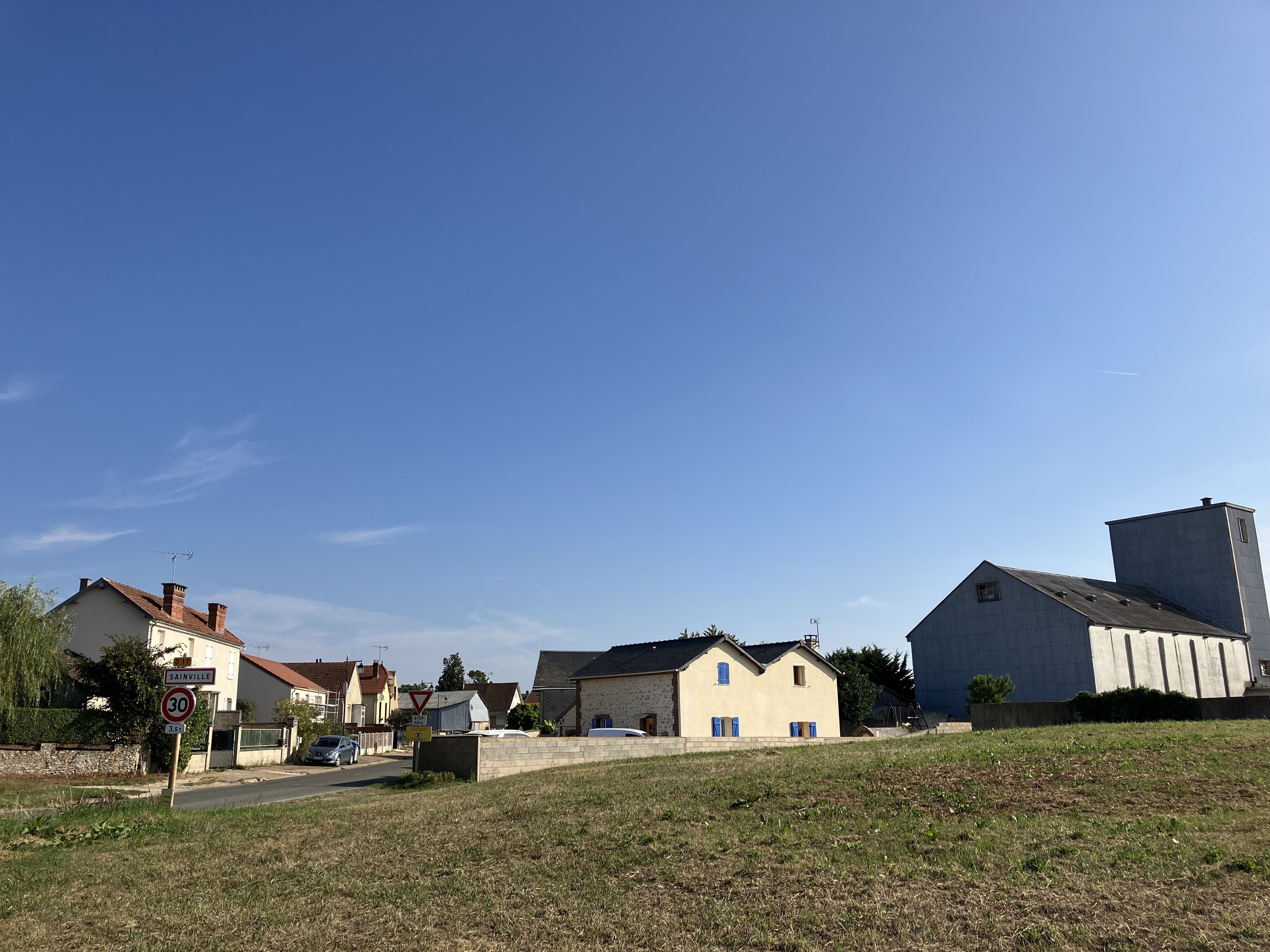
L'ancien bâtiment voyageurs de la gare de Sainville, sur la ligne d'Étampes à Auneau-Embranchement.
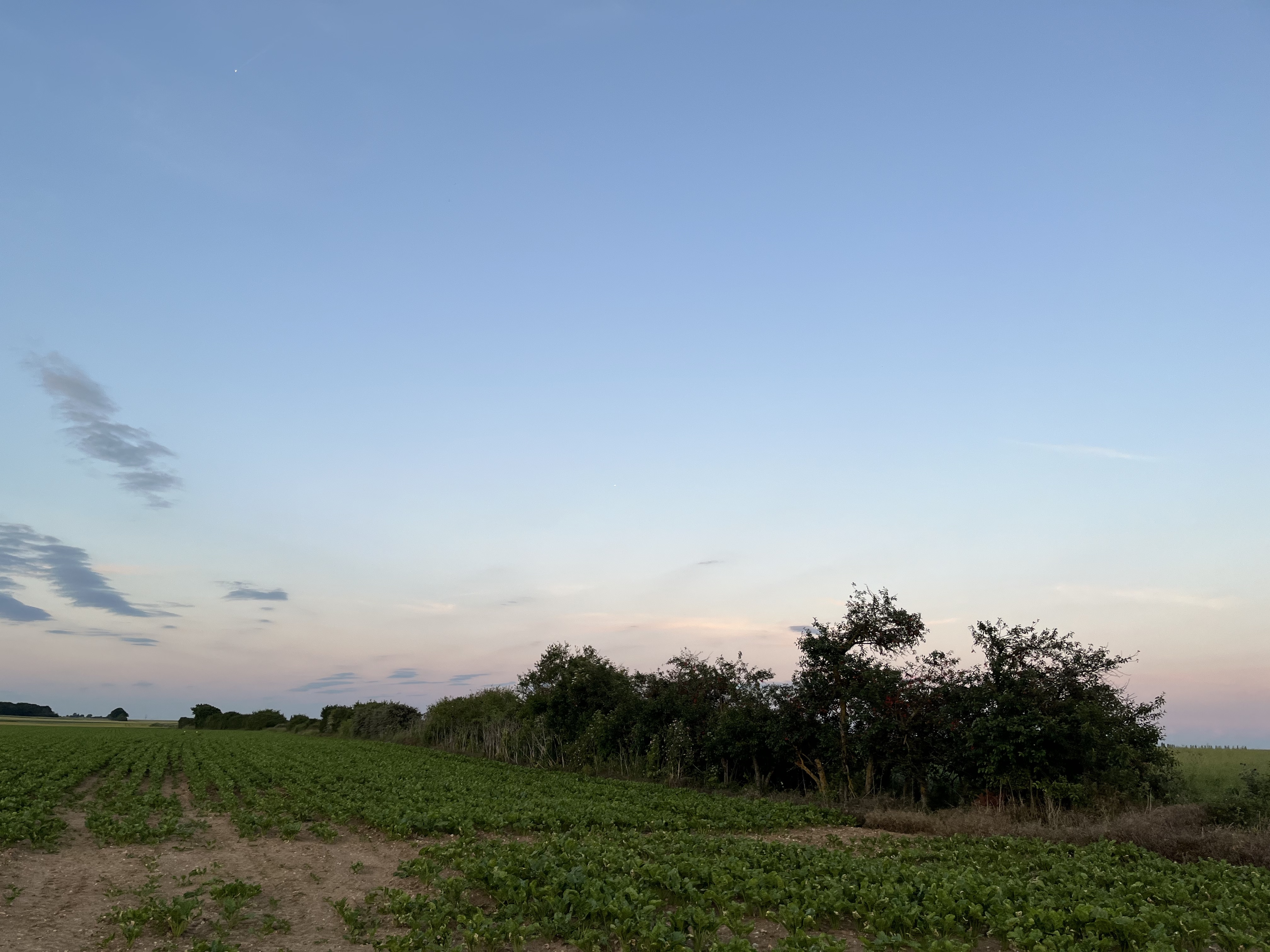
Vue de l'ancienne plateforme du chemin de fer peu avant la gare de Sainville, envahie par la végétation.

Entre le 29 janvier 1939 et le 8 février, plus de 2 000 réfugiés espagnols fuyant l'effondrement de la république espagnole devant les troupes de Franco, arrivent en Eure-et-Loir. Devant l'insuffisance des structures d'accueil (le camp de Lucé et la prison de Châteaudun rouverte pour l’occasion), 53 villages sont mis à contribution, dont Sainville. Les réfugiés, essentiellement des femmes et des enfants (les hommes sont désarmés et retenus dans le sud de la France), sont soumis à une quarantaine stricte, vaccinés, le courrier est limité, le ravitaillement, s'il est peu varié et cuisiné à la française, est cependant assuré. Une partie des réfugiés rentrent en Espagne, incités par le gouvernement français qui facilite les conditions du retour, mais en décembre, 922 ont préféré rester et sont rassemblés à Dreux et Lucé.

## Politique et administration

### Liste des maires

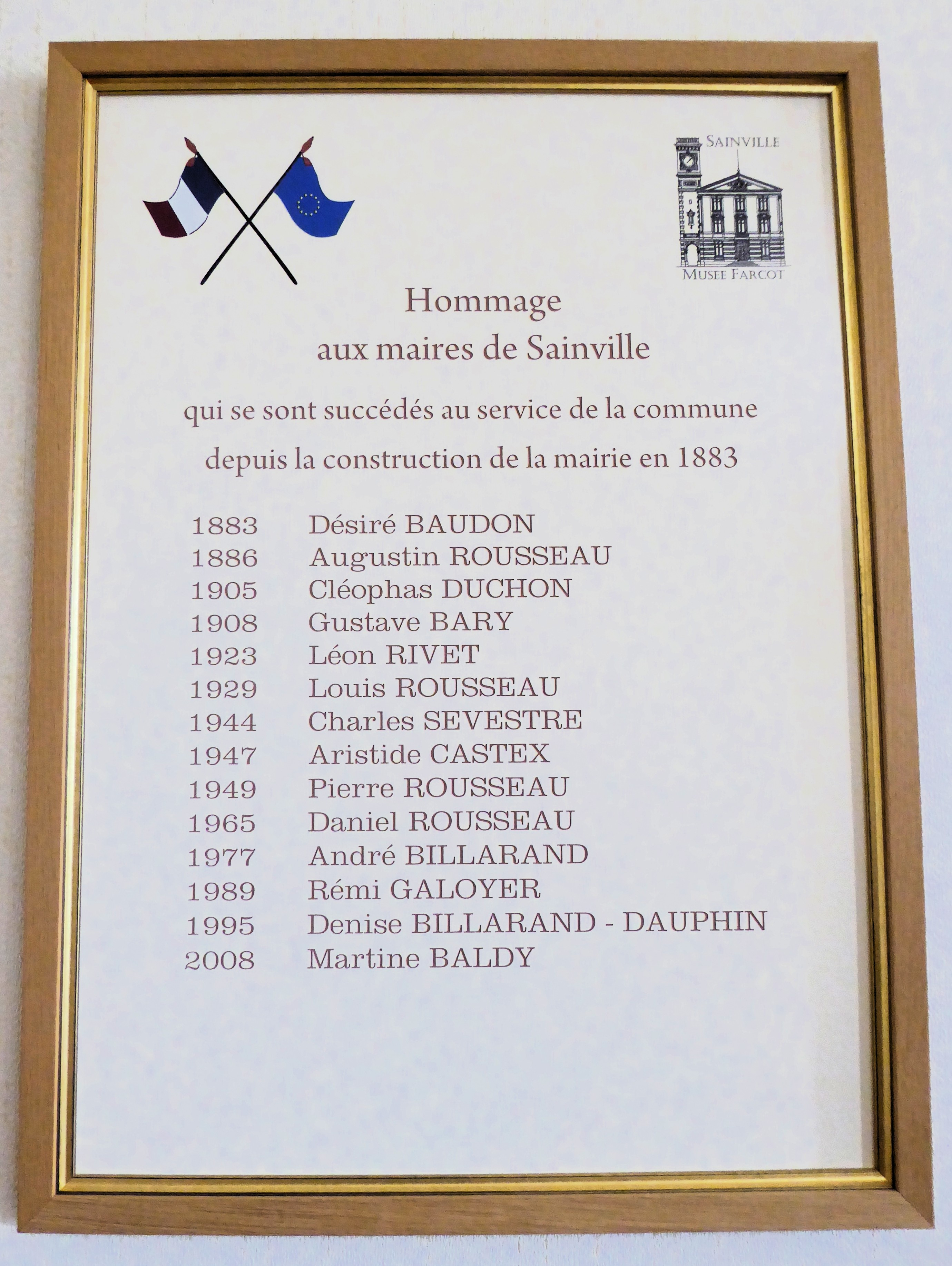
« Hommage aux maires de Sainville... ».

| Période      | Période      | Identité                 | Étiquette | Qualité            |
| ------------ | ------------ | ------------------------ | --------- | ------------------ |
| mars 2001    | mars 2008    | Denise Billarant-Dauphin |           |                    |
| mars 2008    | juillet 2020 | Martine Baldy            | SE        | Assistante sociale |
| juillet 2020 | En cours     | Jean-Marc Dupré          |           |                    |

## Population et société

### Démographie
| 1793 | 1800 | 1806 | 1821 | 1831 | 1836 | 1841 | 1846 | 1851 |
| ---- | ---- | ---- | ---- | ---- | ---- | ---- | ---- | ---- |
| 539  | 532  | 602  | 647  | 528  | 574  | 565  | 579  | 583  |

| 1856 | 1861 | 1866 | 1872 | 1876 | 1881 | 1886 | 1891 | 1896 |
| ---- | ---- | ---- | ---- | ---- | ---- | ---- | ---- | ---- |
| 638  | 617  | 589  | 581  | 586  | 574  | 584  | 626  | 674  |

| 1901 | 1906 | 1911 | 1921 | 1926 | 1931 | 1936 | 1946 | 1954 |
| ---- | ---- | ---- | ---- | ---- | ---- | ---- | ---- | ---- |
| 655  | 654  | 647  | 633  | 648  | 665  | 663  | 703  | 571  |

| 1962 | 1968 | 1975 | 1982 | 1990 | 1999 | 2006 | 2007 | 2012 |
| ---- | ---- | ---- | ---- | ---- | ---- | ---- | ---- | ---- |
| 561  | 584  | 592  | 627  | 895  | 942  | 942  | 942  | 992  |

| 2017  | 2022  | - | - | - | - | - | - | - |
| ----- | ----- | - | - | - | - | - | - | - |
| 1 012 | 1 037 | - | - | - | - | - | - | - |

## Économie
- Agriculture : productions céréalières et stockage en silos;
- Industrie : usine Bostik, The Adhesive Company.

Économie
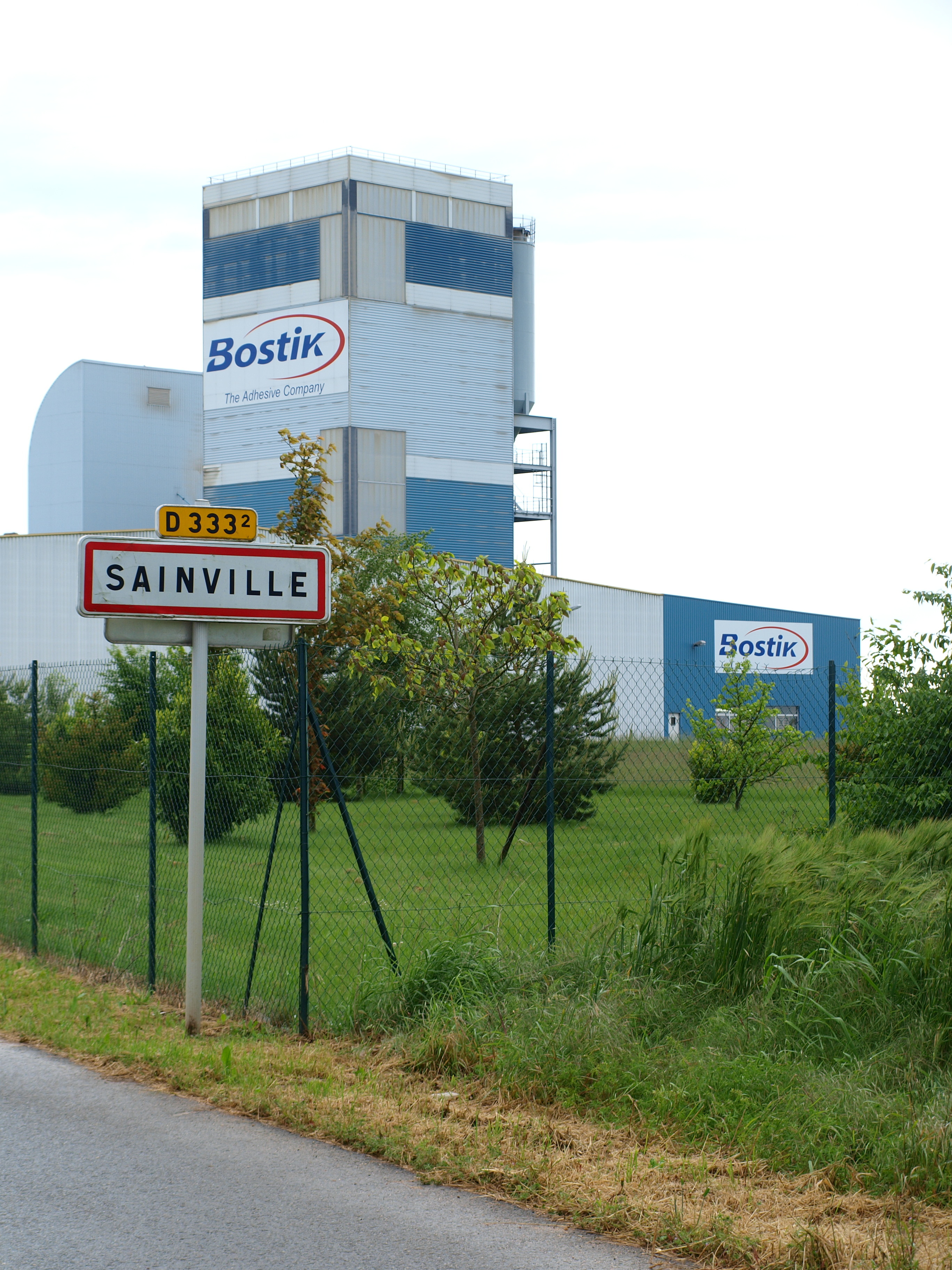
Entrée de Sainville.
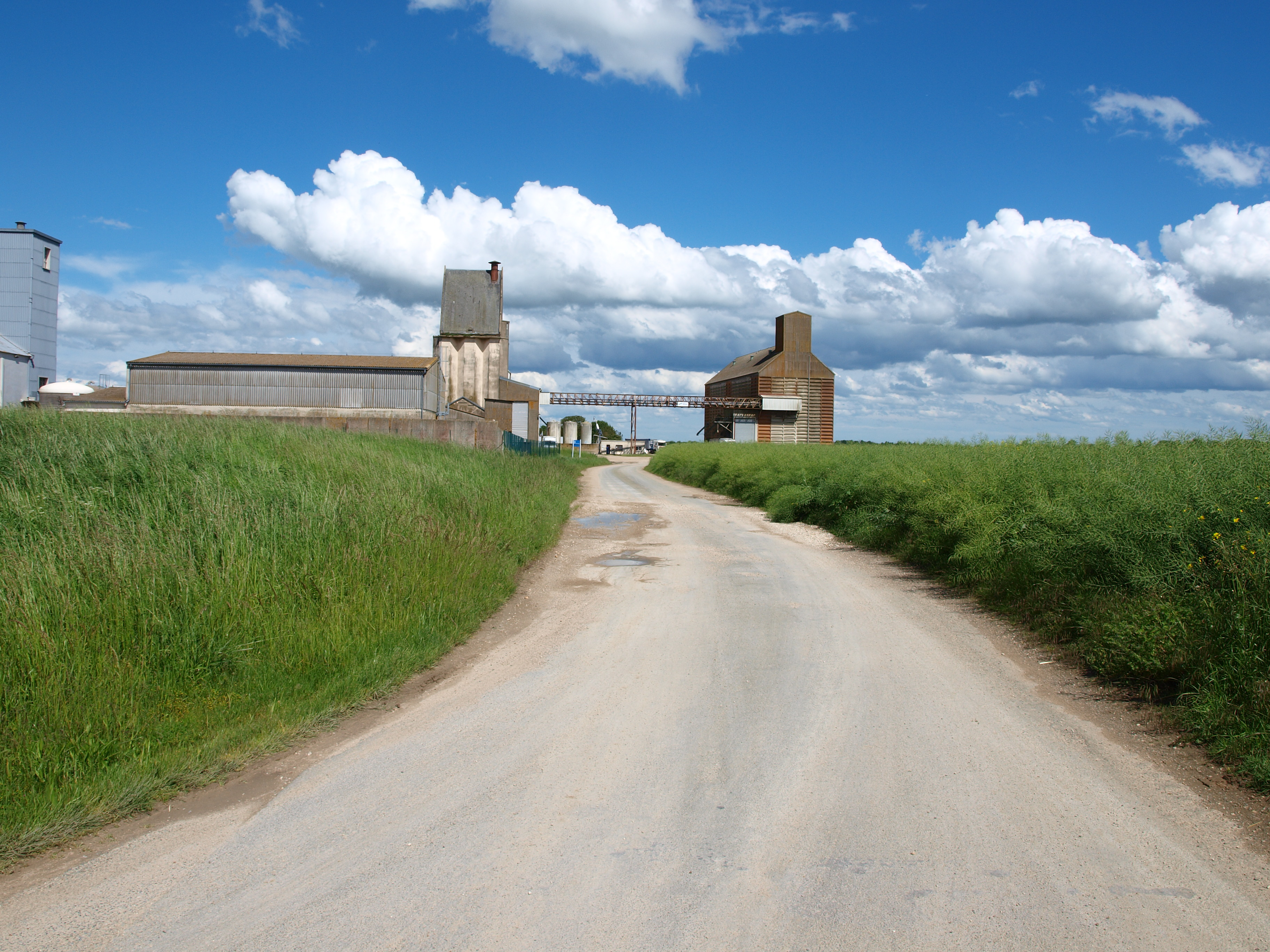
Silos agricoles.
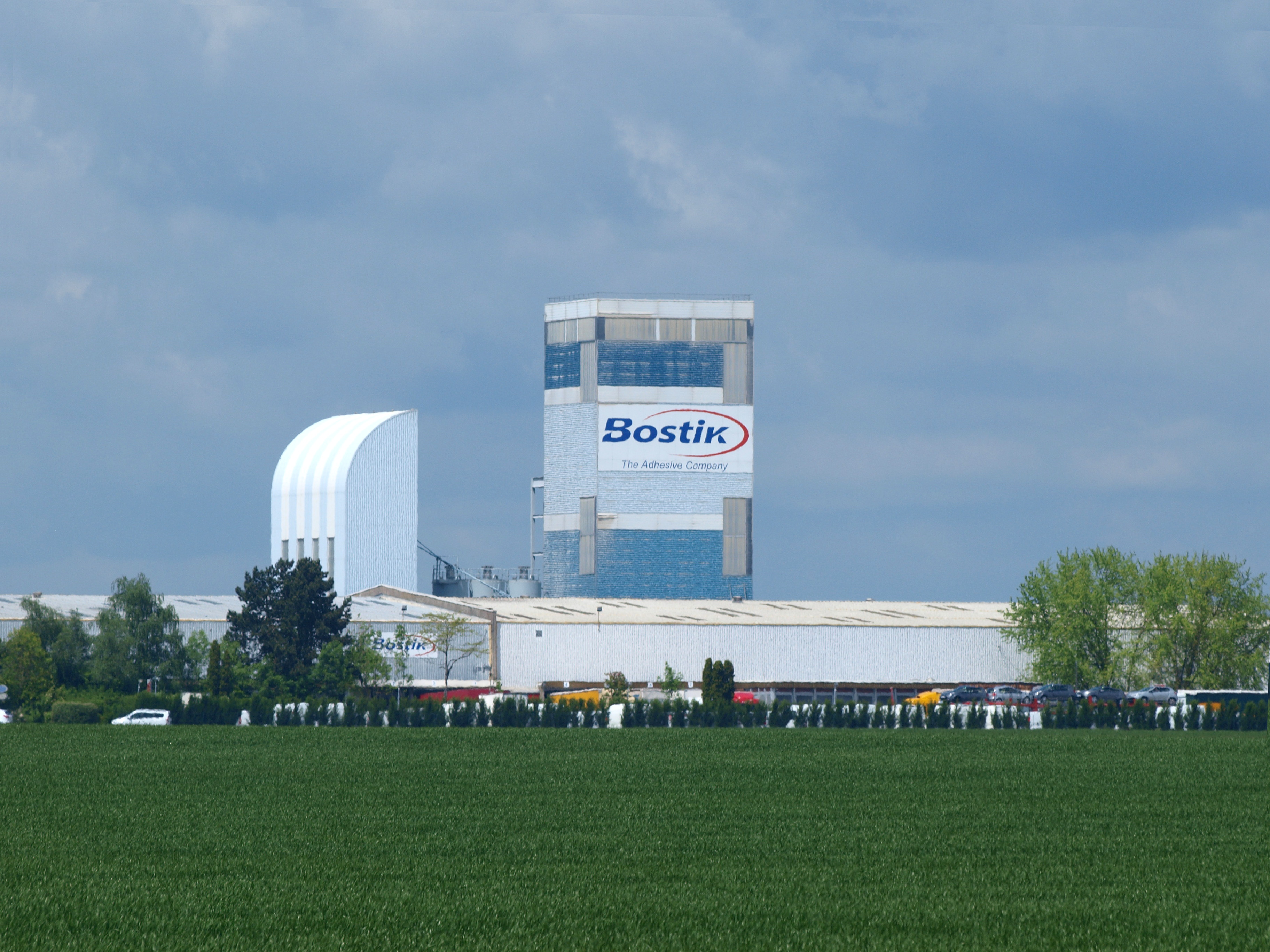
Champ et usine Bostik.

## Culture locale et patrimoine

### Lieux et monuments

#### Église Saint-Pierre
L'église Saint-Pierre date des XIIe et XVIe siècles.
Le clocher abrite une cloche de 1549, classée en 1908 au titre d'objet monument historique, dont le diamètre est de 57 cm ; deux cloches de 1821 l'accompagnent, présentant des diamètre de 107 et 96 cm,.

L'église Saint-Pierre, place Farcot
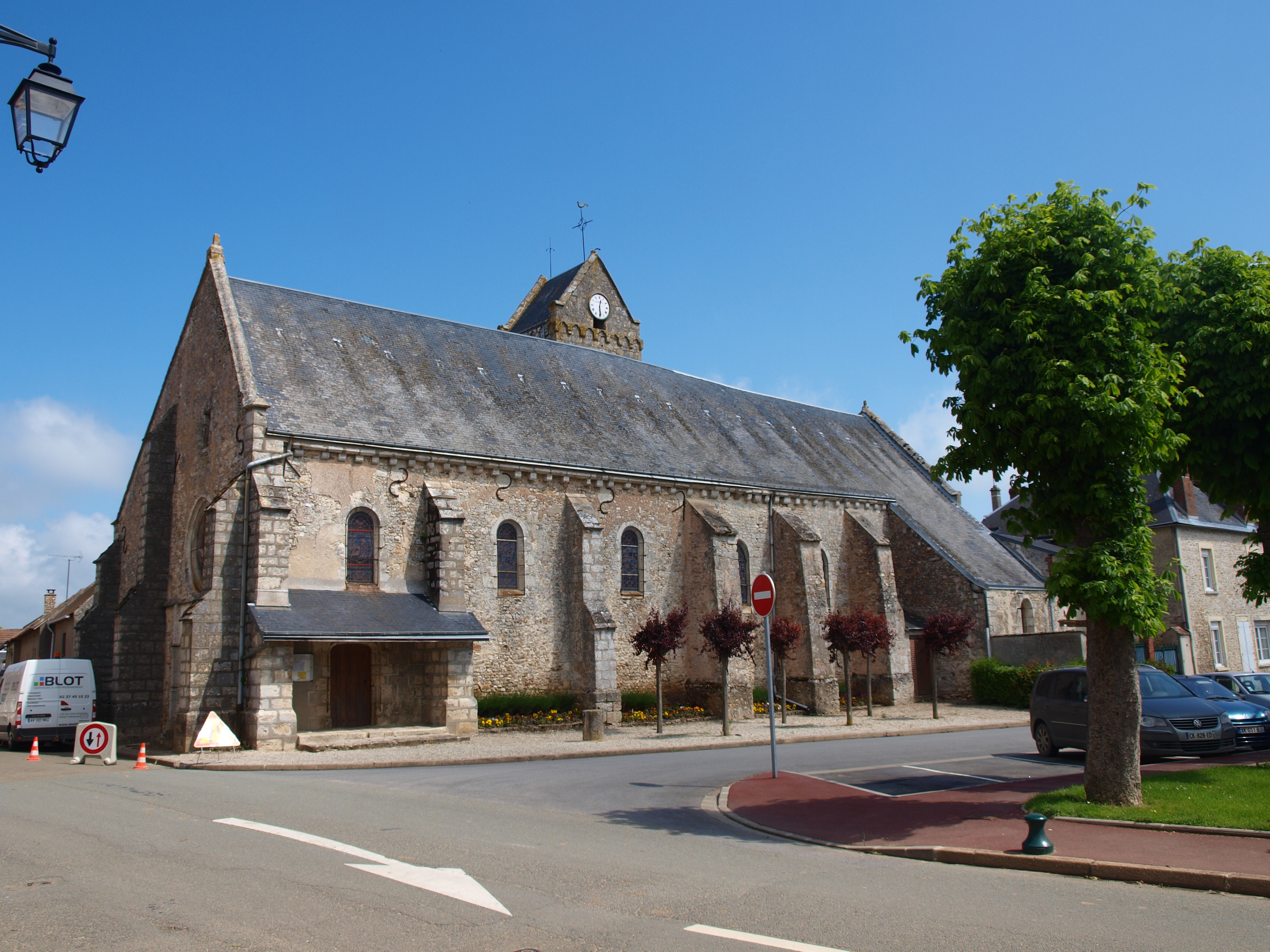
Vue sud-ouest.
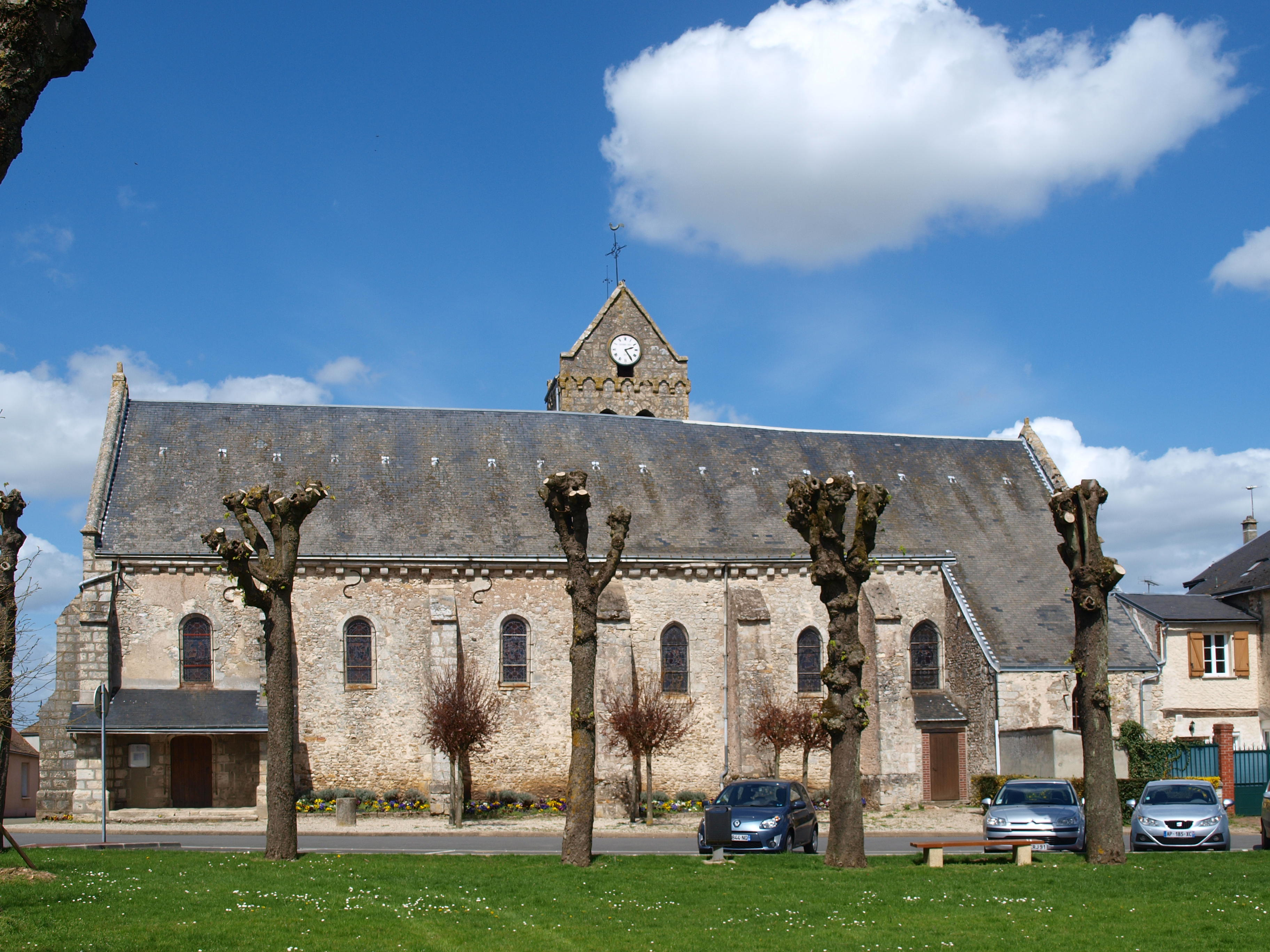
Vue sud.
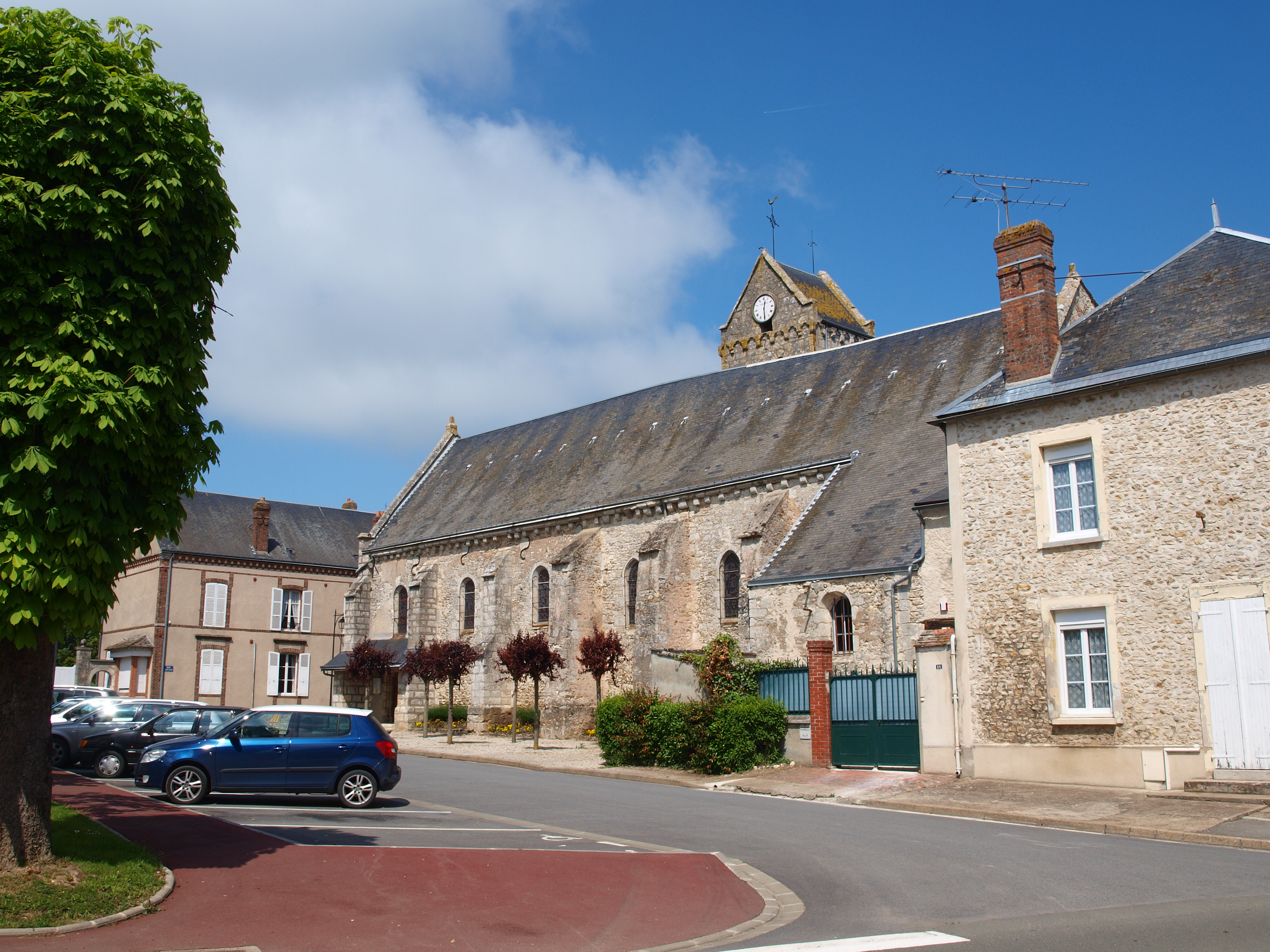
Vue sud-est.
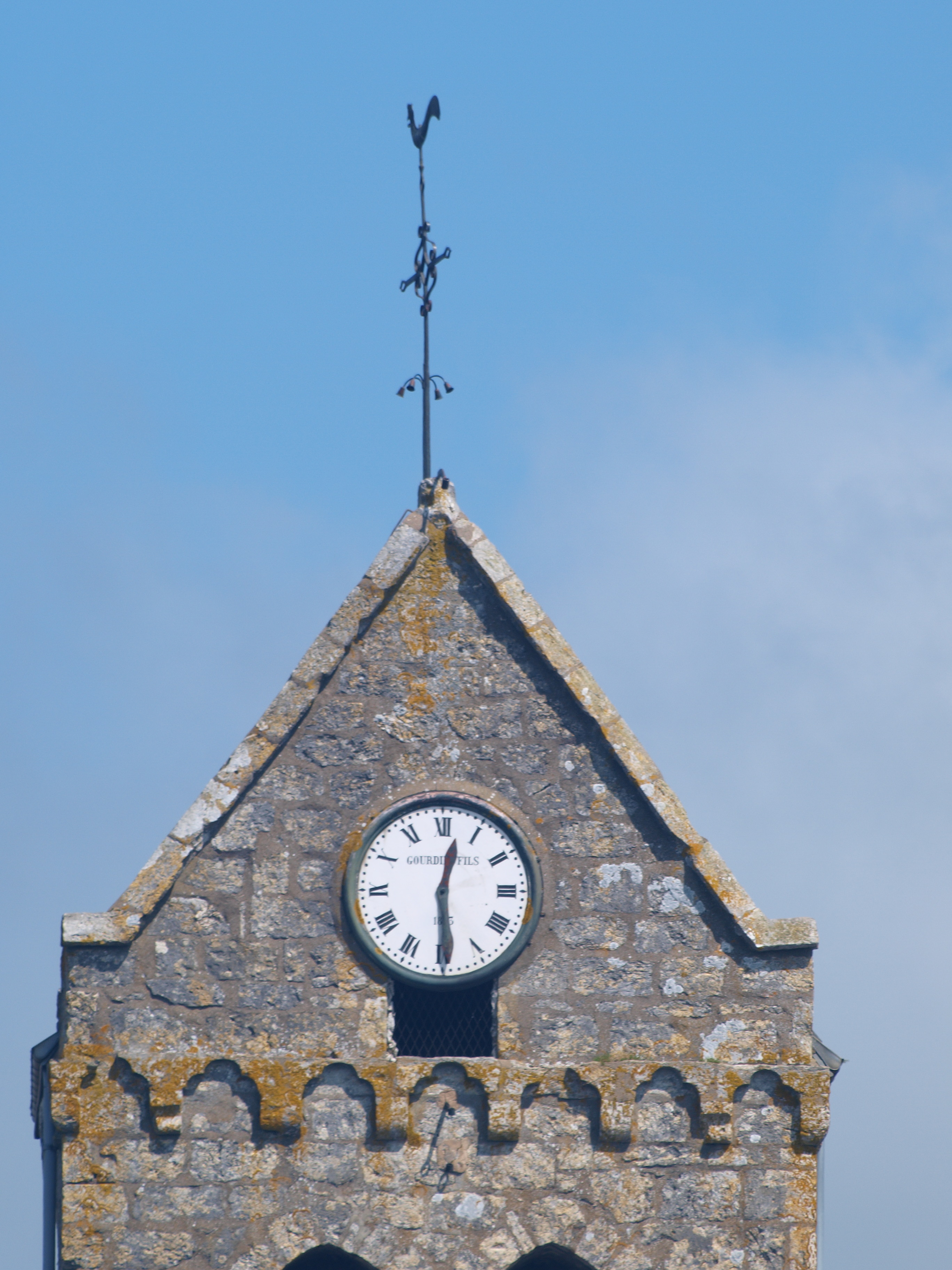
L'horloge du clocher.
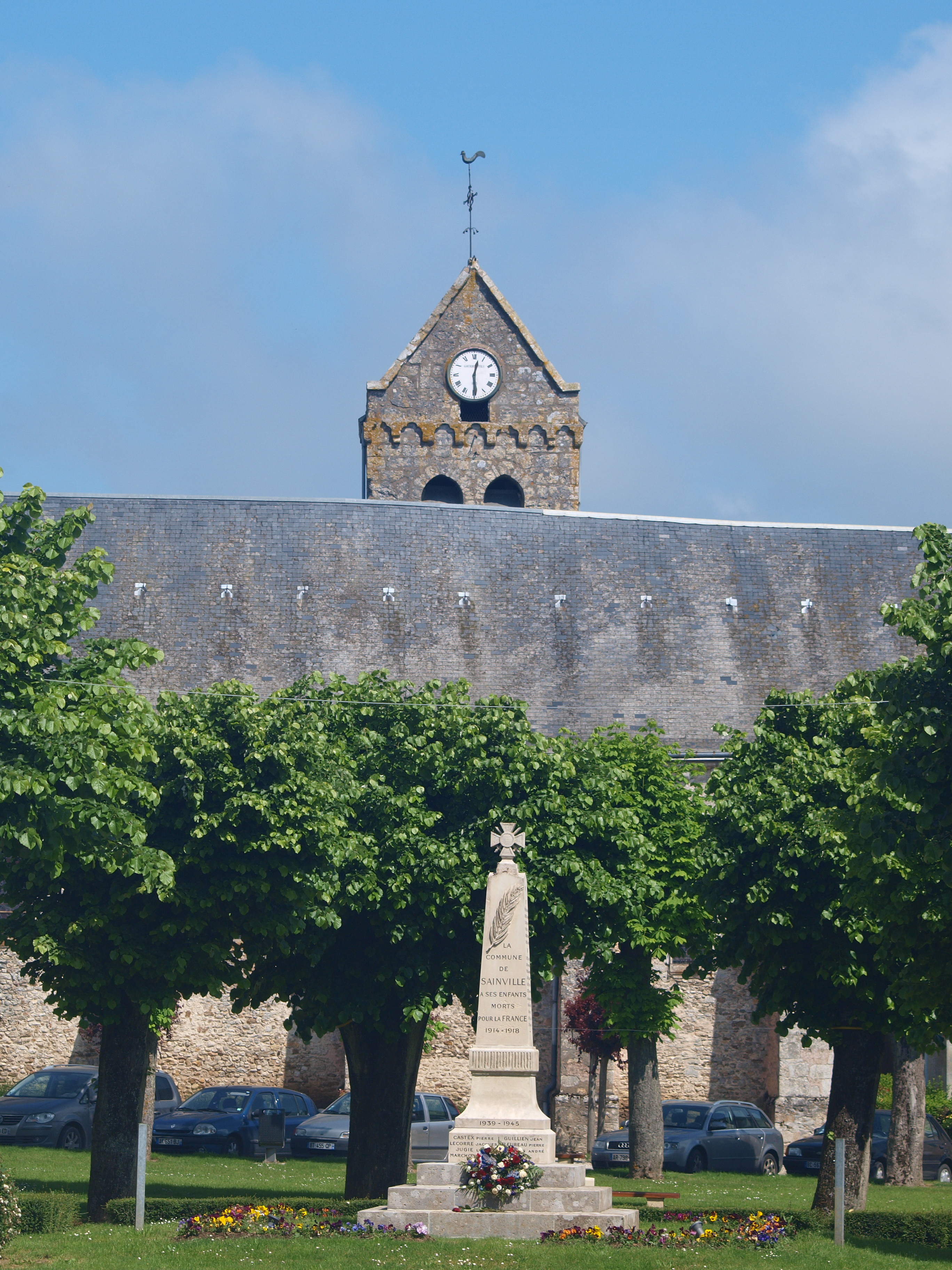
Vue de la place Farcot.

#### Musée Farcot
Philanthrope, Eugène Farcot lègue à la commune de Sainville la somme de 80 000 francs afin de mener à bien le projet d'une vie : édifier un monument à la mémoire du couple qu'il formait avec Pauline Leblond. Un cartouche d'alliance des deux familles orne à juste titre la tour carrée.
La commune de Sainville est tenue de respecter quatre conditions dans l'acceptation du legs en réservant l'accueil d'un médecin, la mise en place du musée et des logements, ainsi qu'un poste-vigie nécessaire à l'exercice des sapeurs-pompiers évoqués au travers du symbole de la salamandre. Le programme architectural est confié à Émile Vaillant, architecte en chef du département d'Eure-et-Loir, qui s'inspire de deux dessins de la main d'Eugène Farcot. Sinon, la décoration se voit remise entre les mains de Paul Vaillant qui signe de son nom la mosaïque à la salamandre.
Mort en 1896, Eugène ne verra pas la concrétisation de son œuvre dont l'achèvement, inscrit sur la façade, est daté « Anno 1901 ». Son gendre et exécuteur testamentaire, Henri Wandenberg, s'emploie à la réalisation de l'horloge monumentale et de la boussole qu'il signe de son nom. C'est à lui que revient le privilège d'inaugurer le musée Farcot en 1903. Privé d'héritiers directs par la mort de ses deux enfants, Charles et Marguerite, Eugène Farcot fait vœu de postérité en laissant derrière lui ce musée accessible à tous.
Le musée obtient la distinction « Musée de France » par arrêté du 17 septembre 2003,.
Le musée Farcot est créé le 19 février 2006 et ouvre les portes de son cabinet de curiosités en octobre 2016. Horloger et globe-trotter, Eugène Farcot lègue à la commune de Sainville une collection où sciences, techniques, Beaux-Arts, dont des œuvres de Jean-Louis-César Lair, et archéologie se côtoient.

Musée Farcot
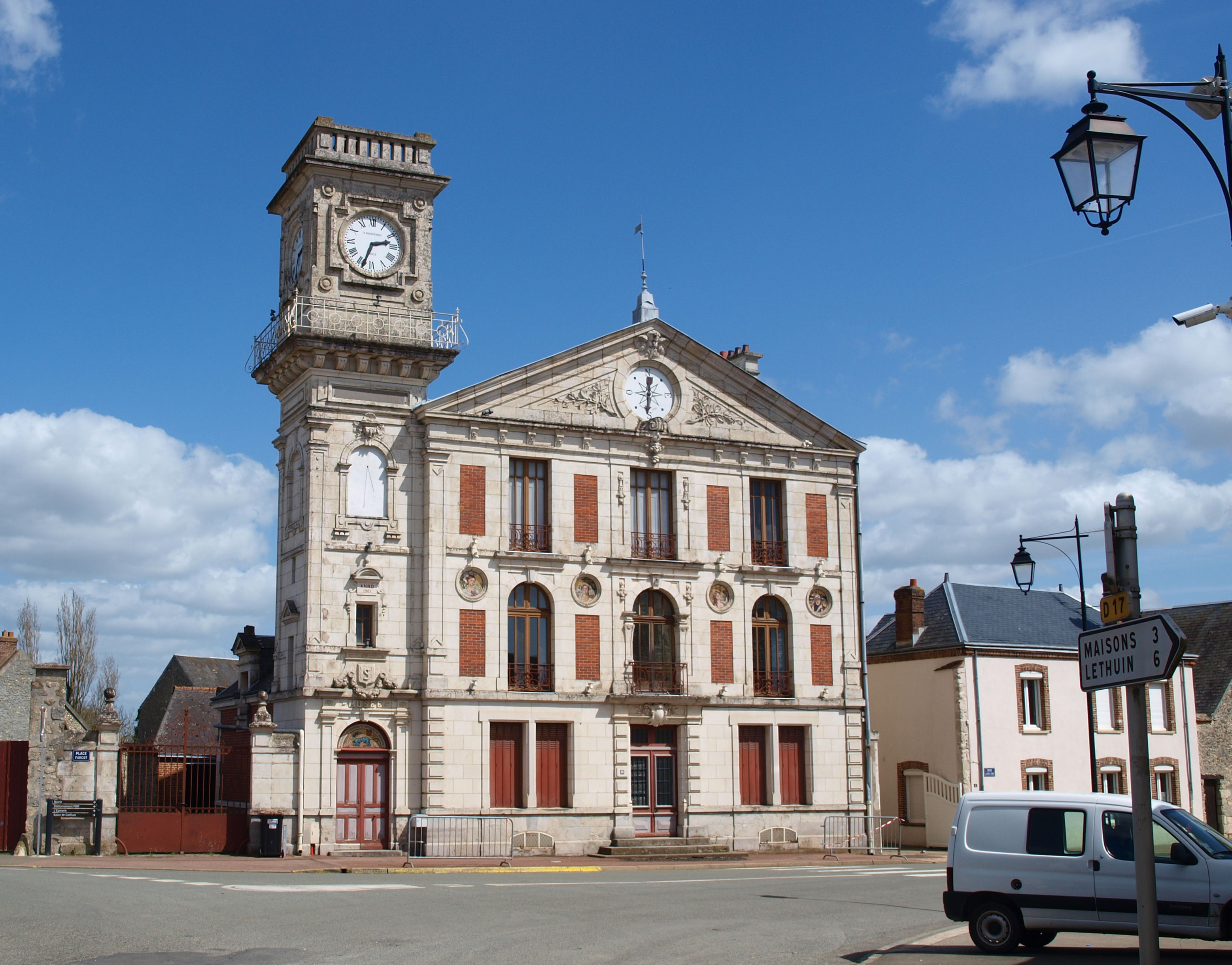
Façade du musée.
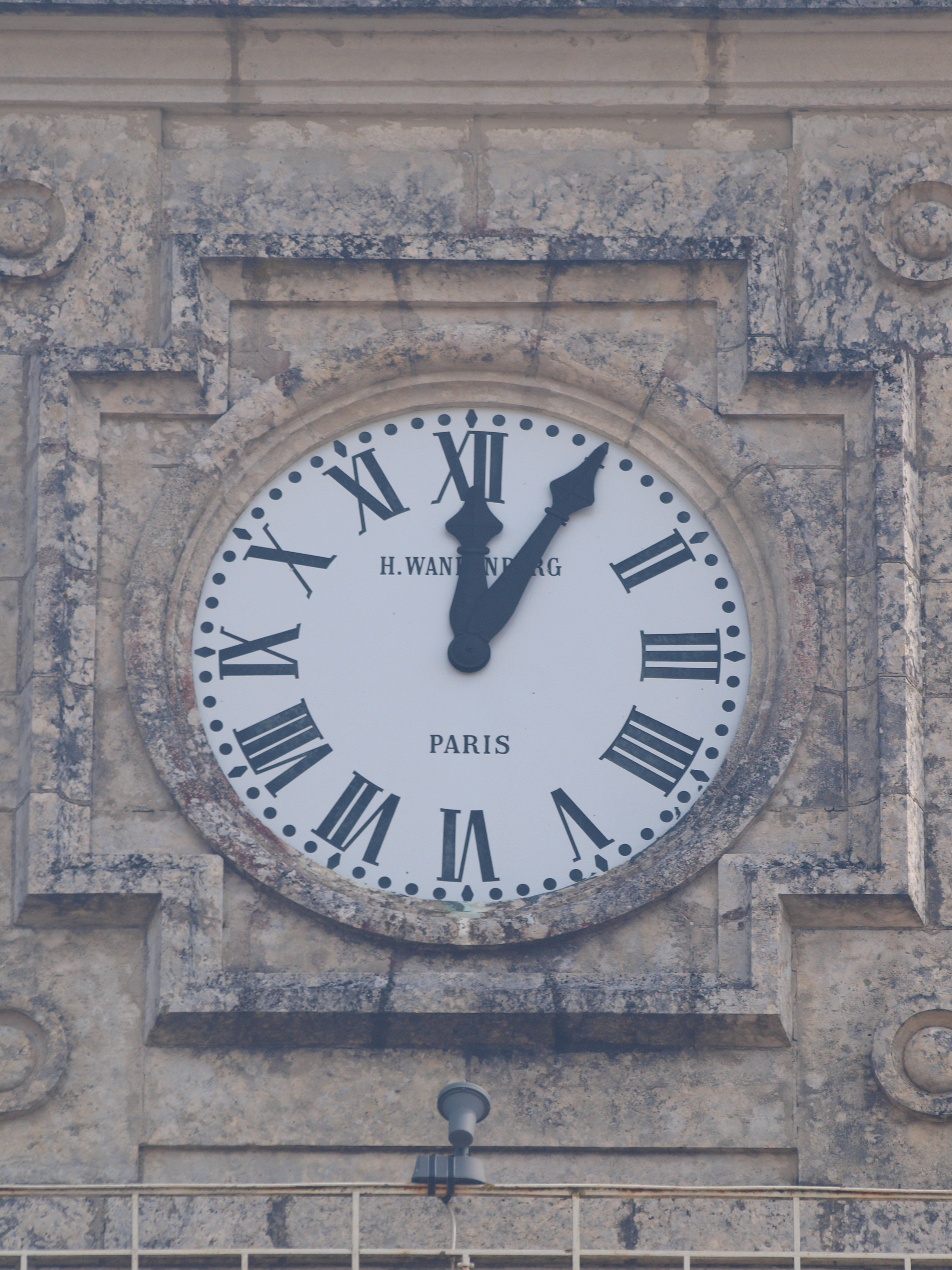
Horloge de la tour.
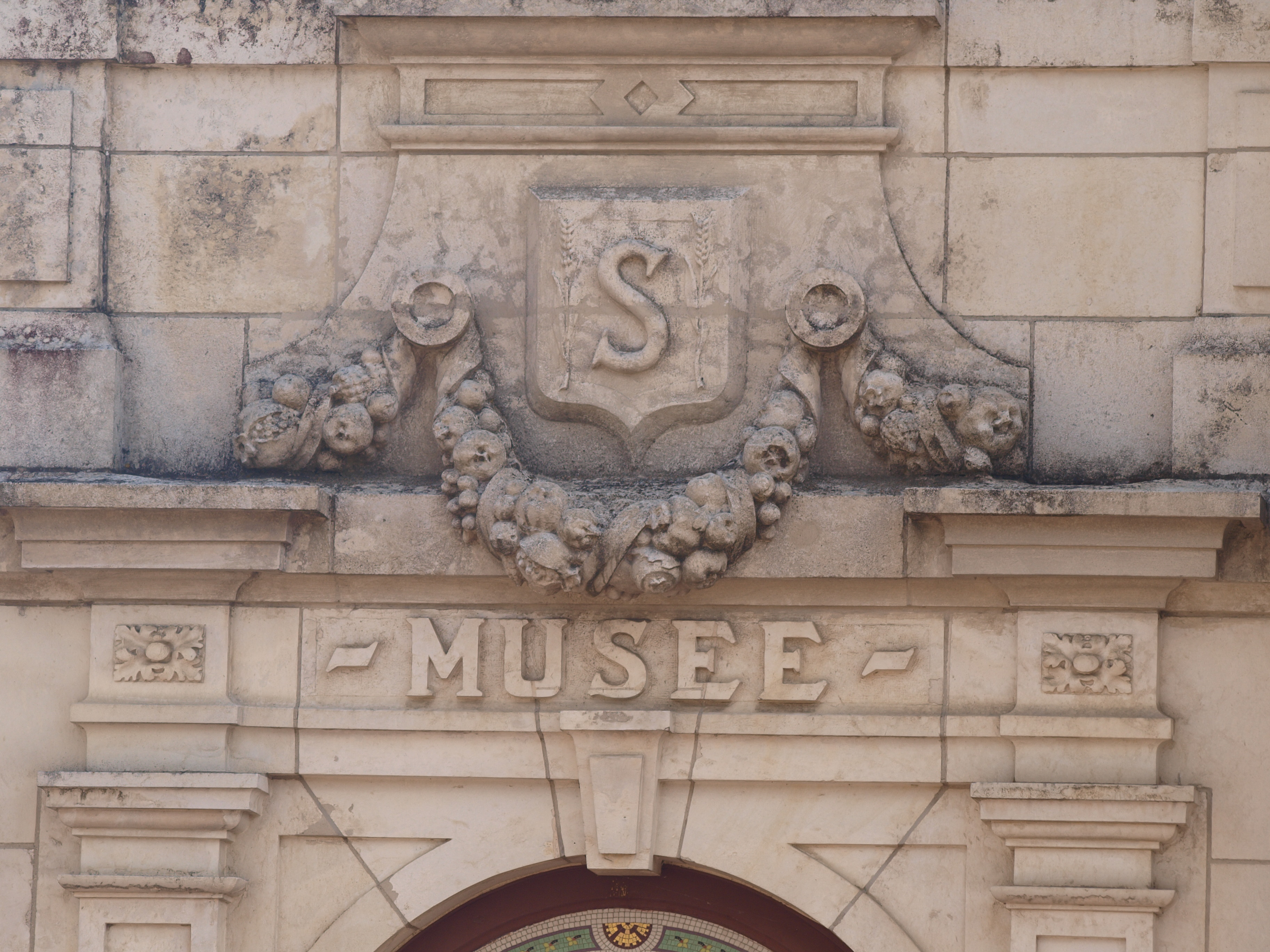
Entrée de la tour.
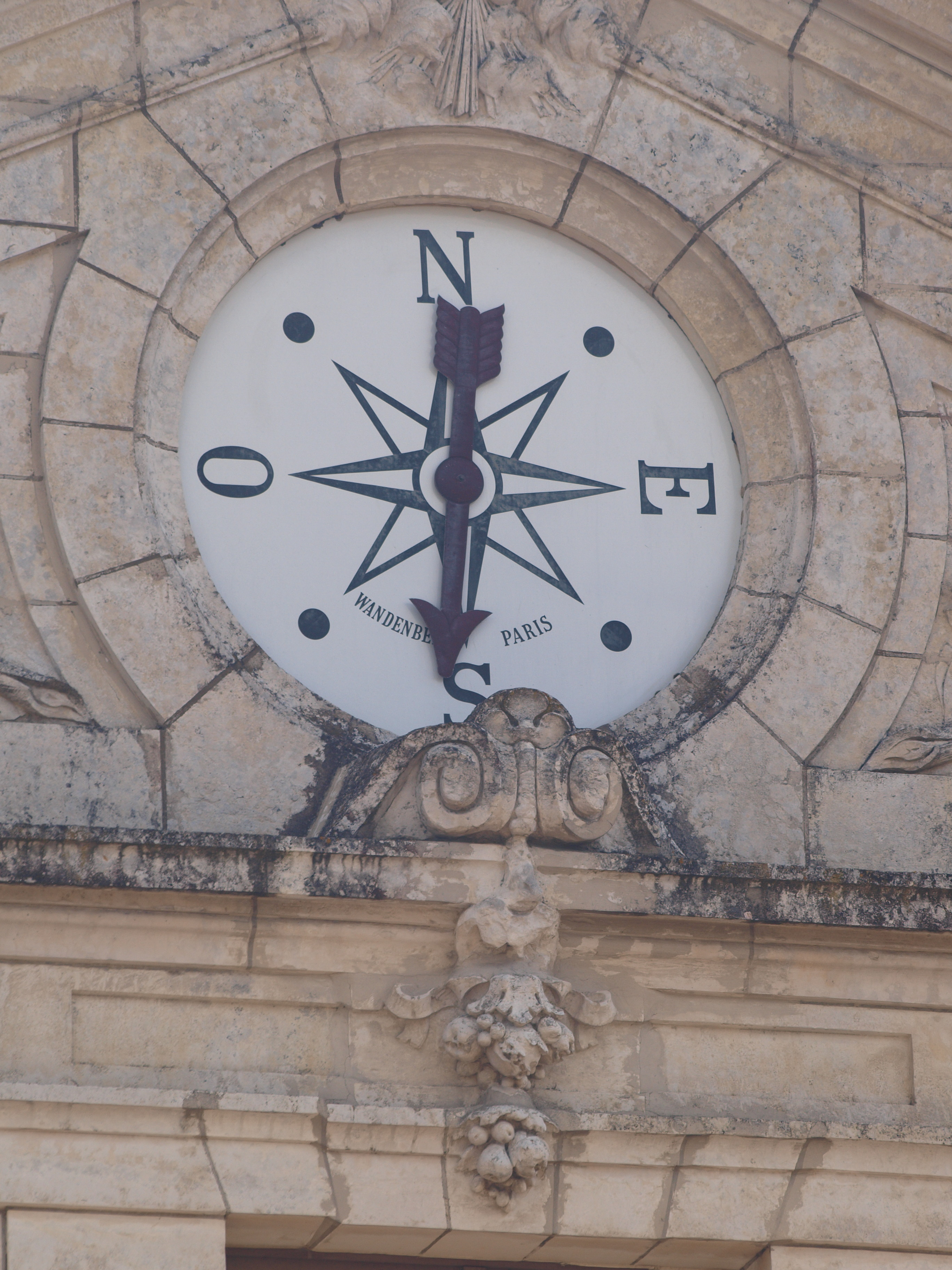
Girouette du fronton.
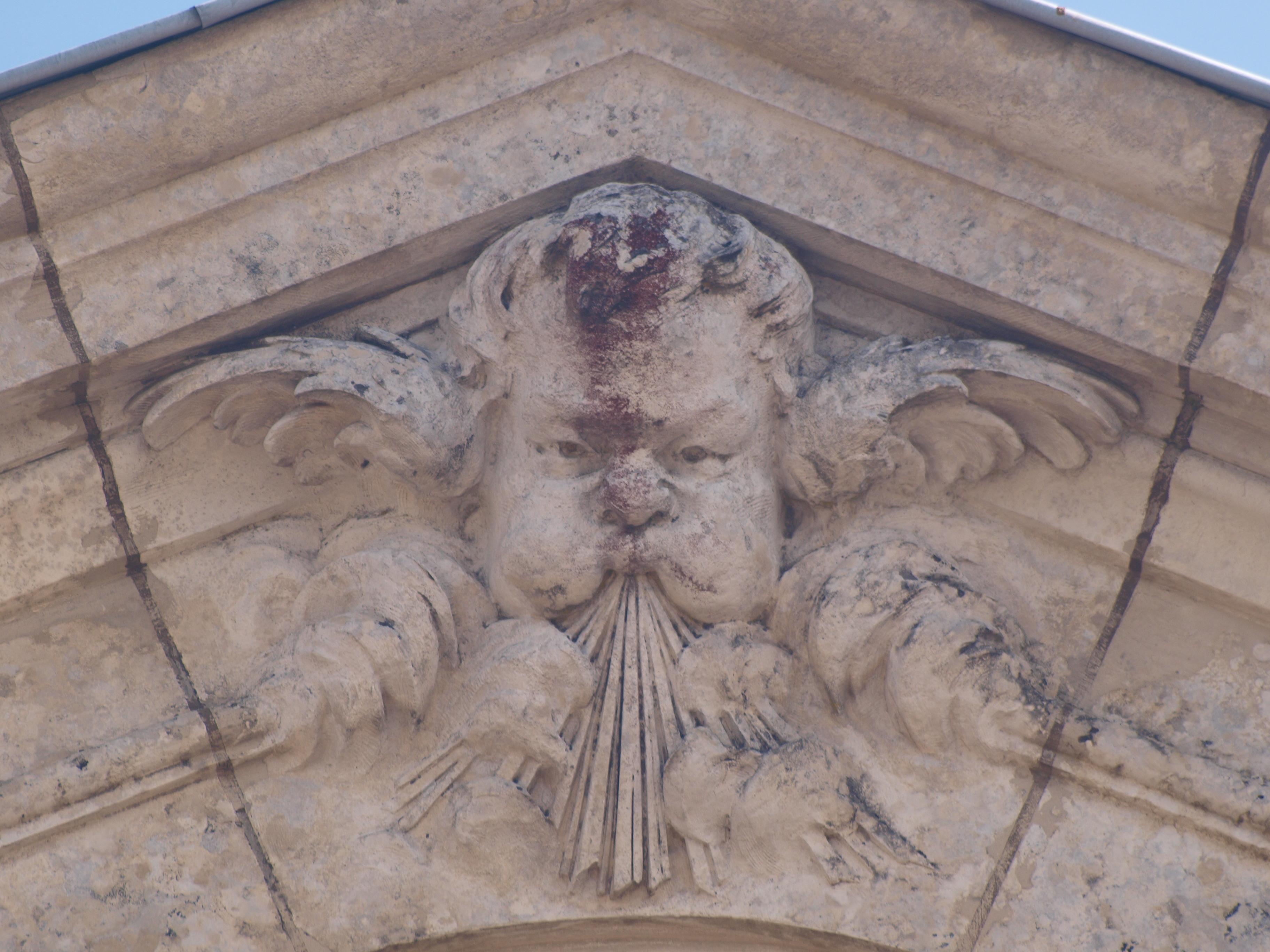
Mascaron d'Éole.

Mosaïques du 1er étage
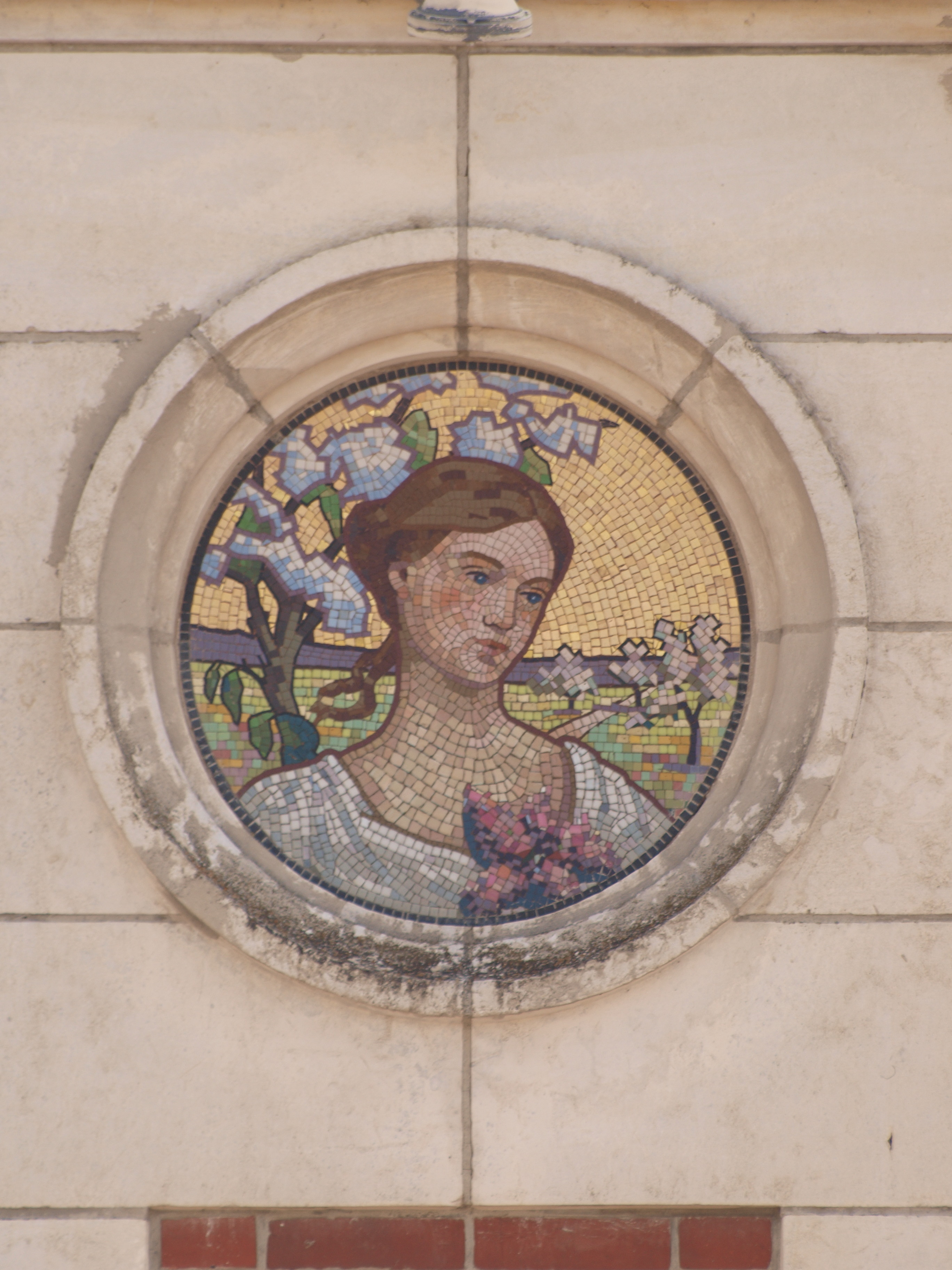
Allégorie du printemps.
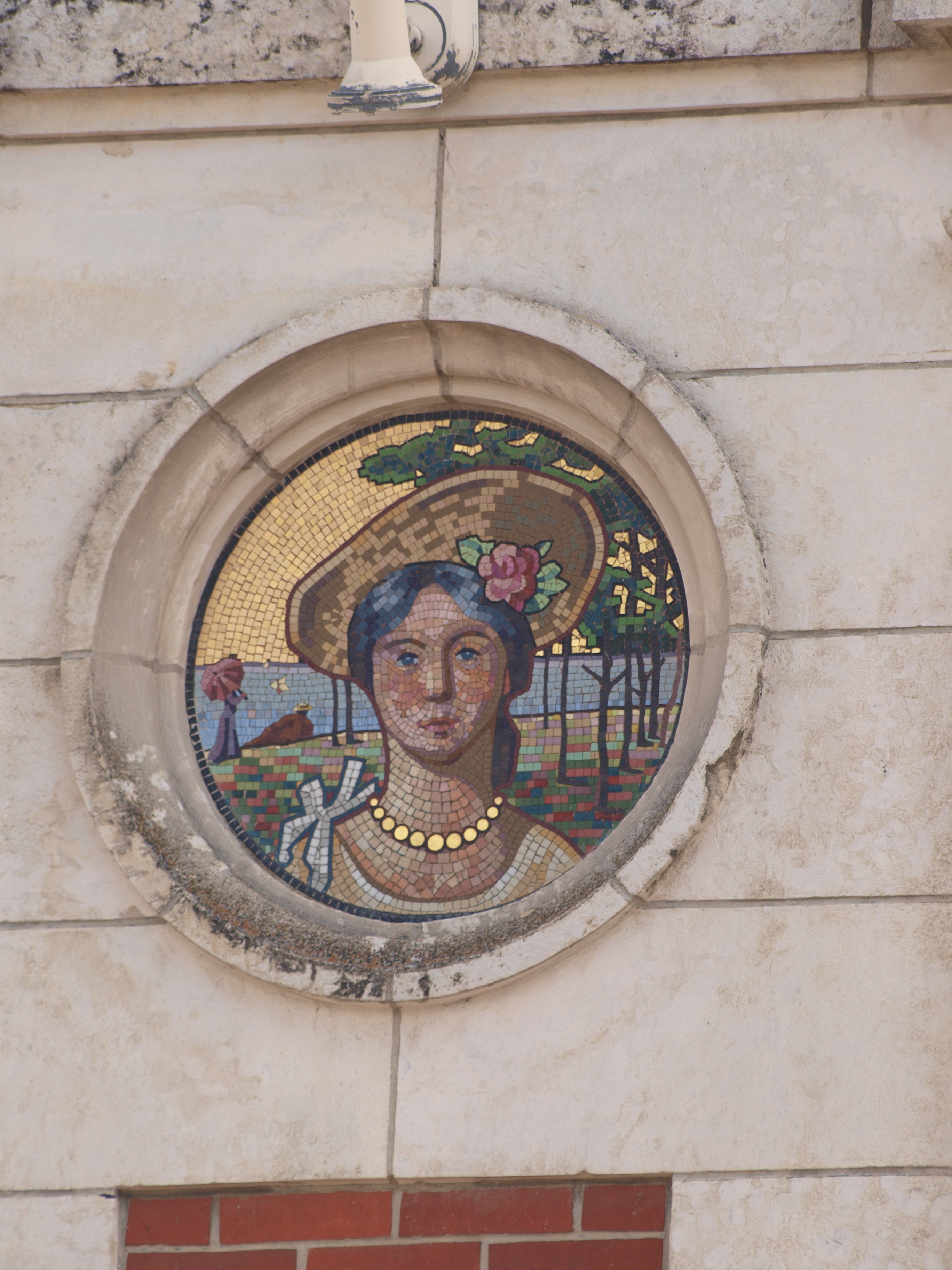
Allégorie de l'été.
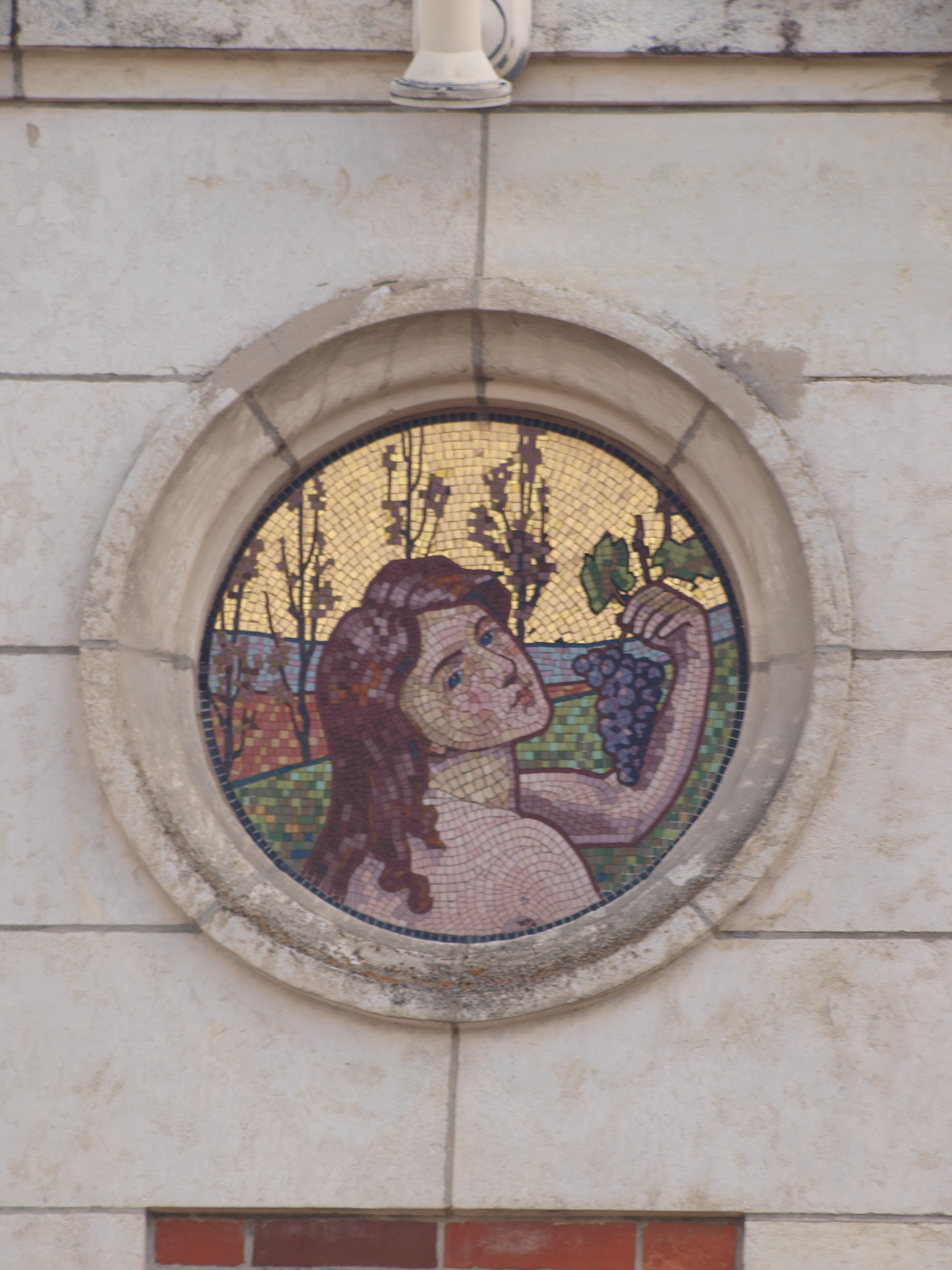
Allégorie de l’automne.
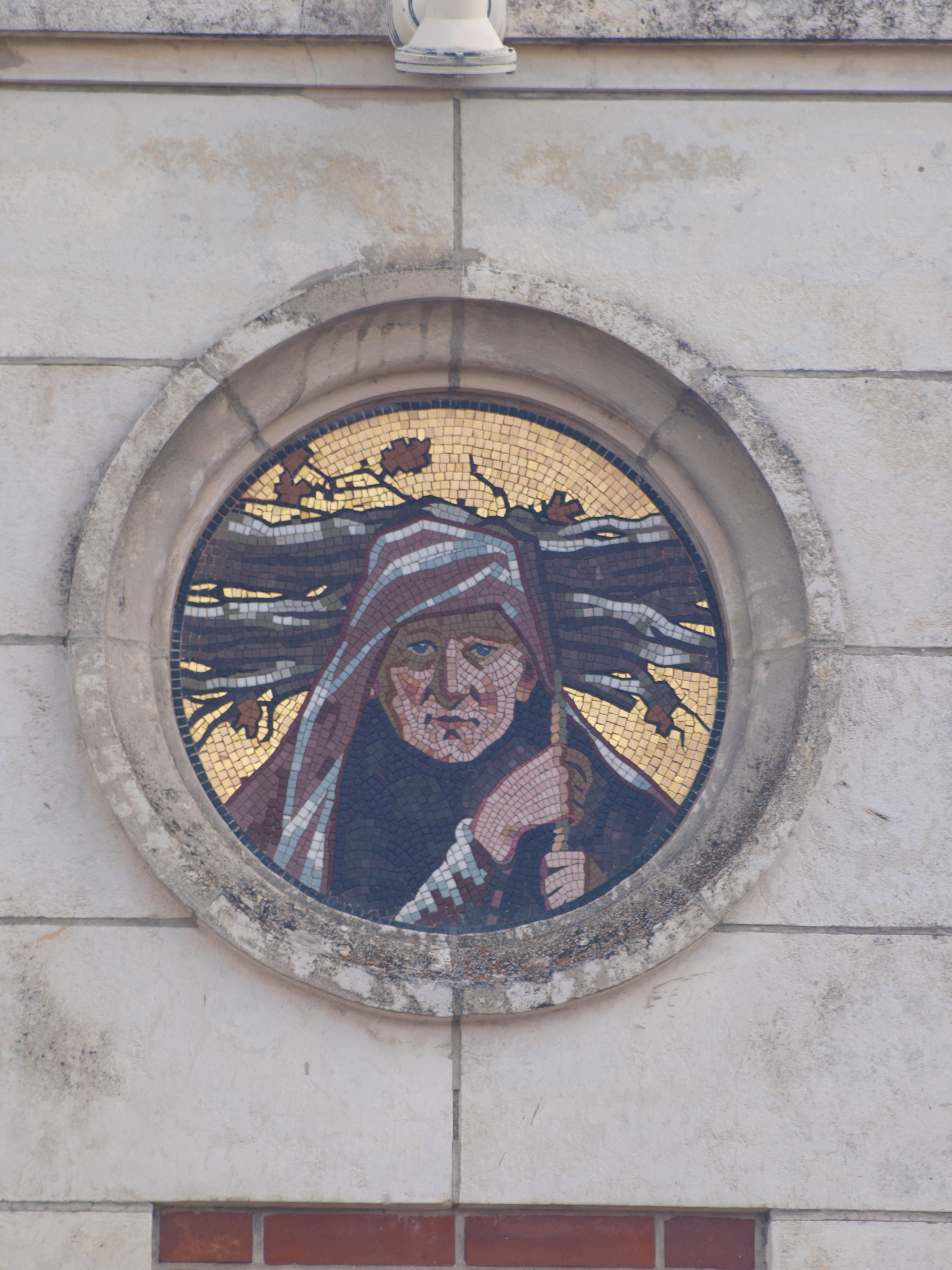
Allégorie de l'hiver.
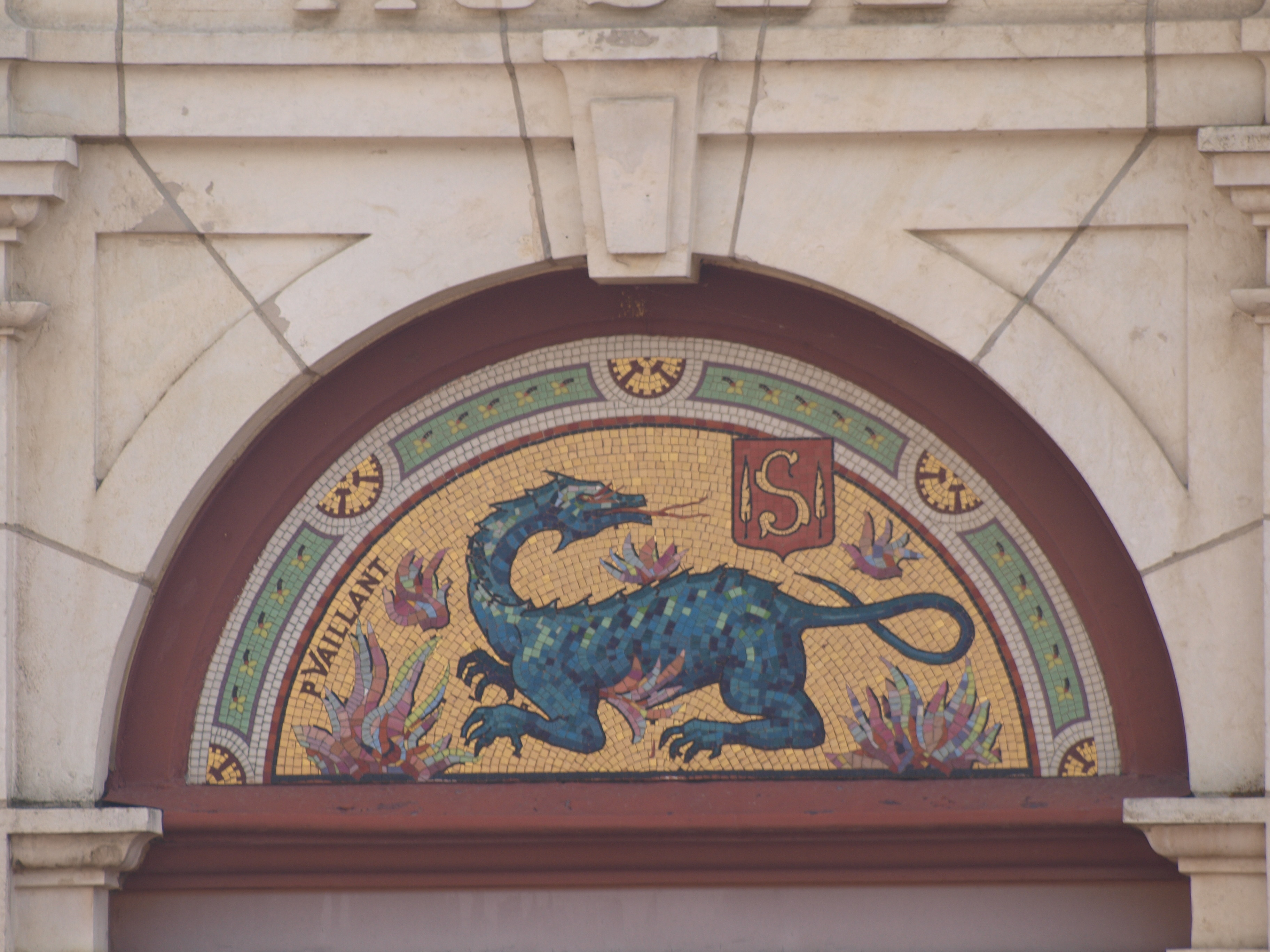
Mosaïque de la salamandre, signée P. Vaillant.

#### Autres lieux et monuments
- Couvent de Marie Poussepin, 16 rue Jean Guillien ;
- Monument aux morts, place Farcot ;
- Château d'eau.

Lieux et monuments
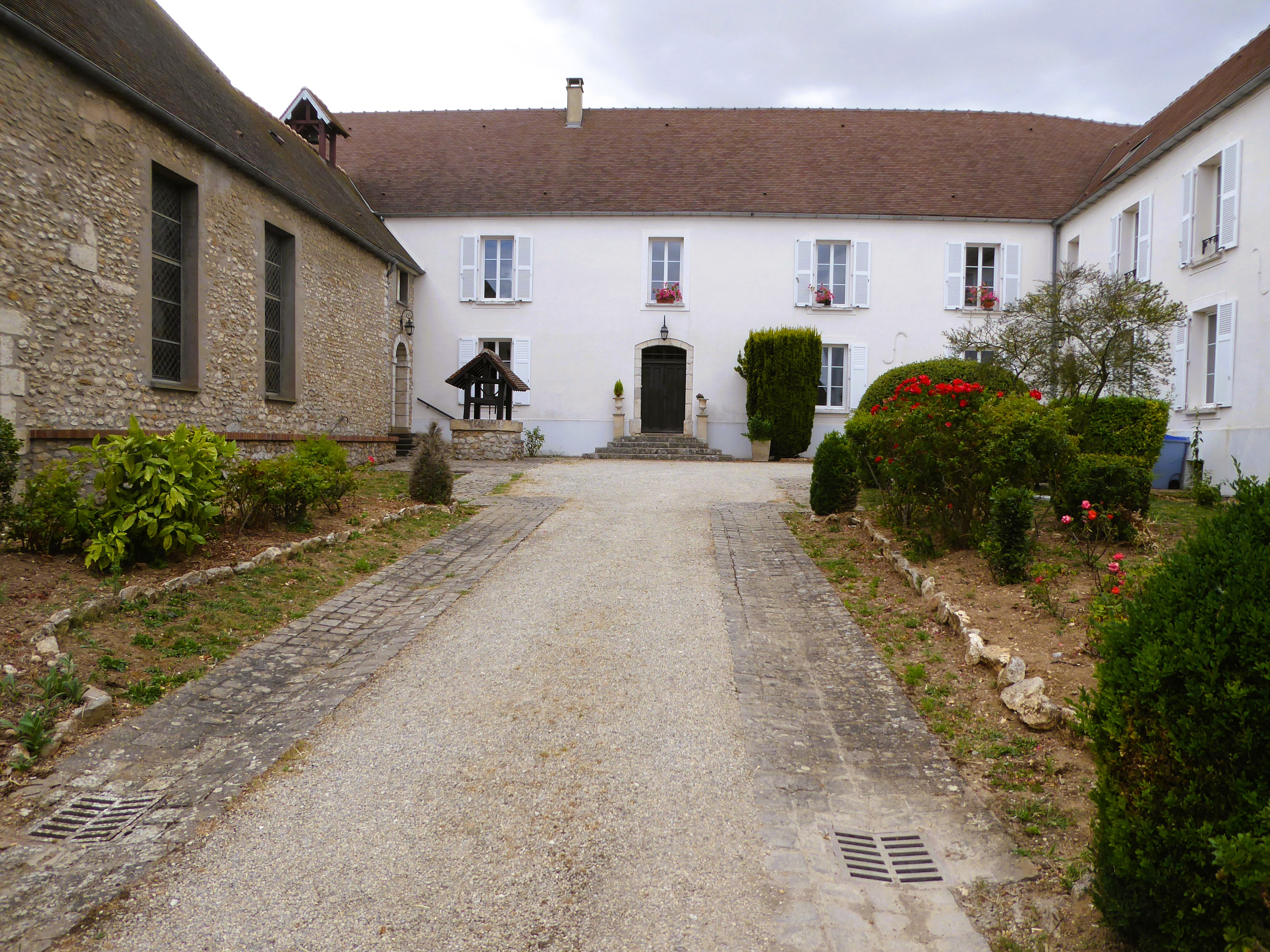
Entrée du couvent, à gauche la chapelle.
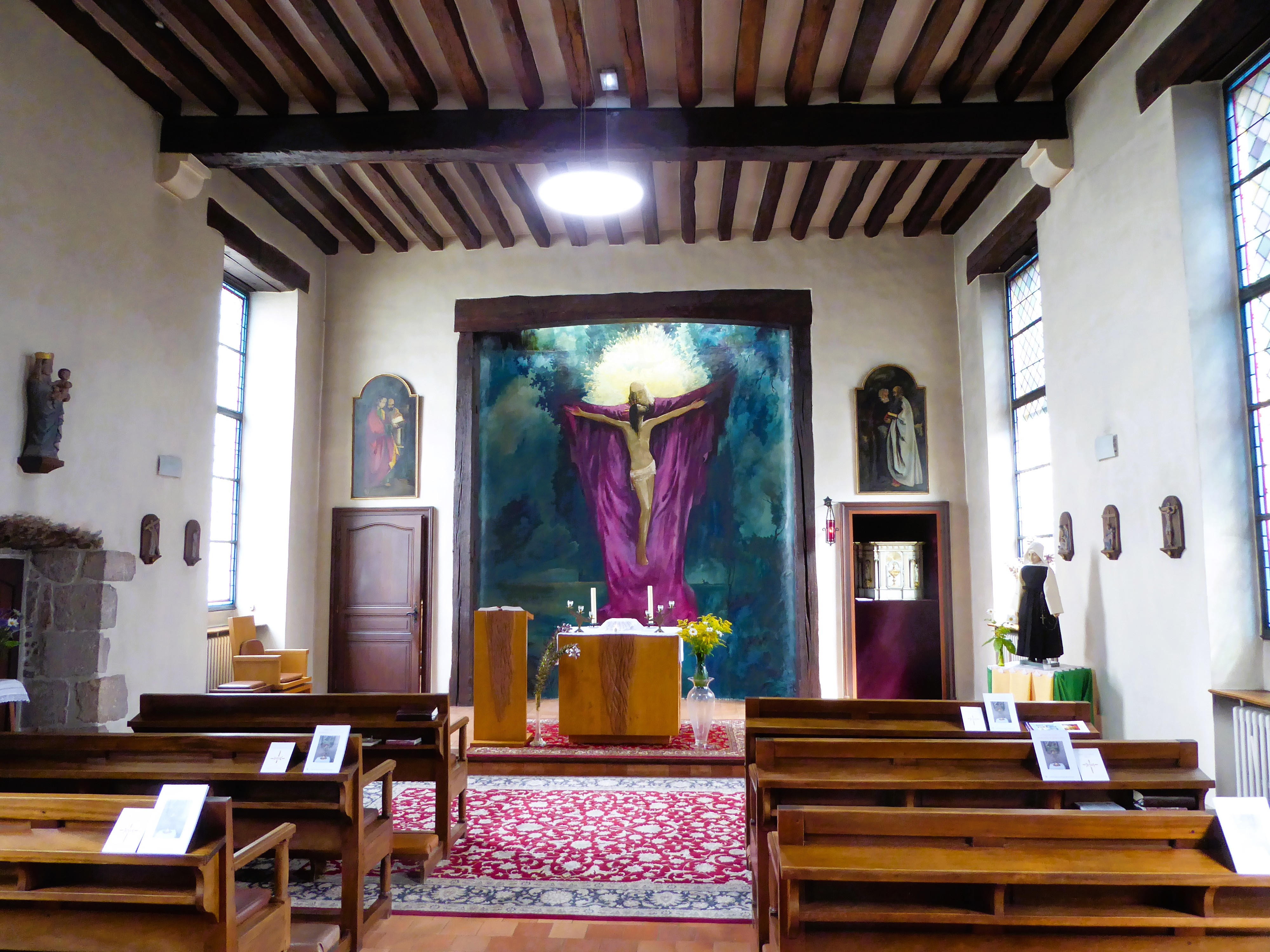
L'intérieur de la chapelle.
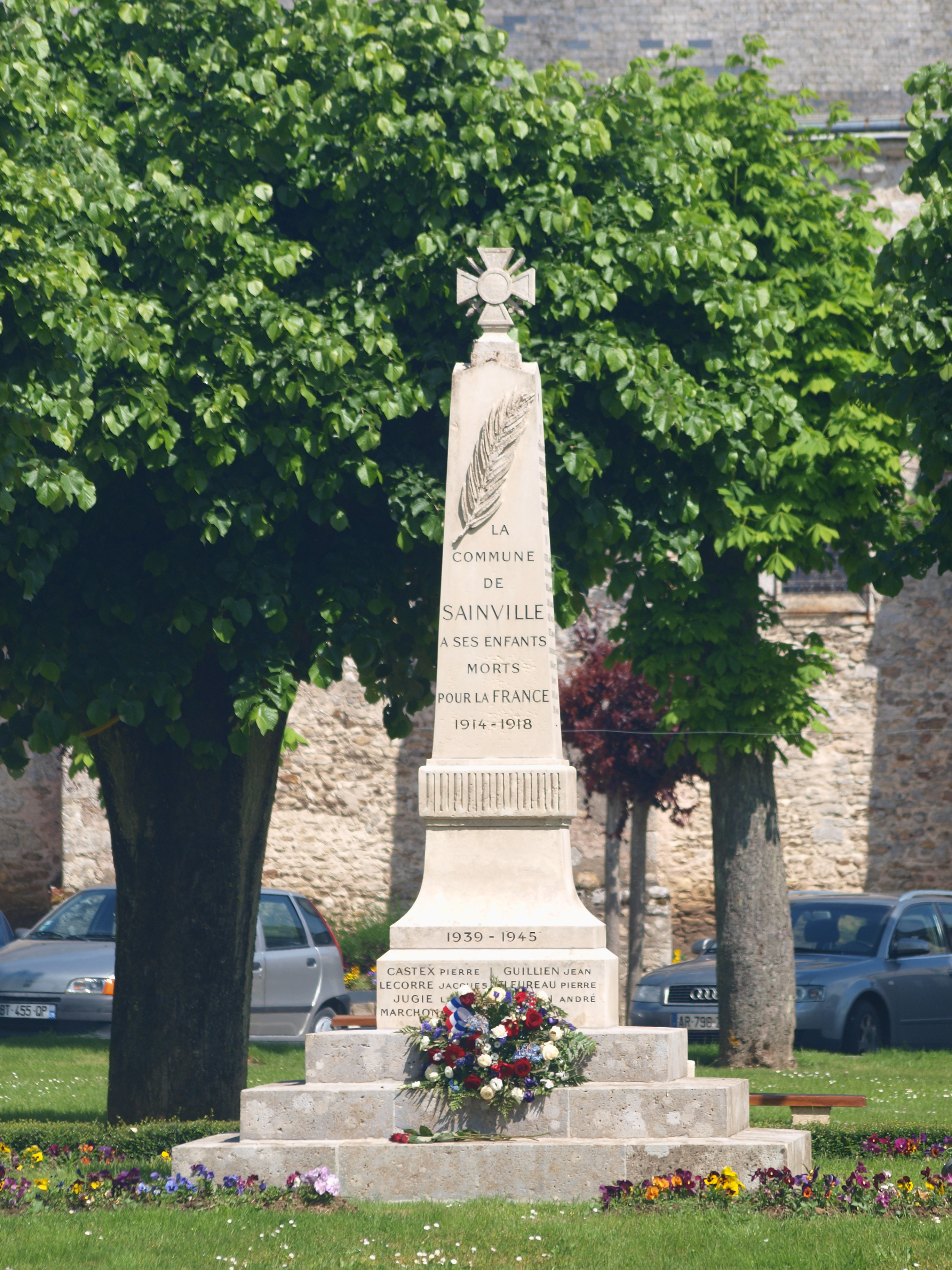
Le monument aux morts.
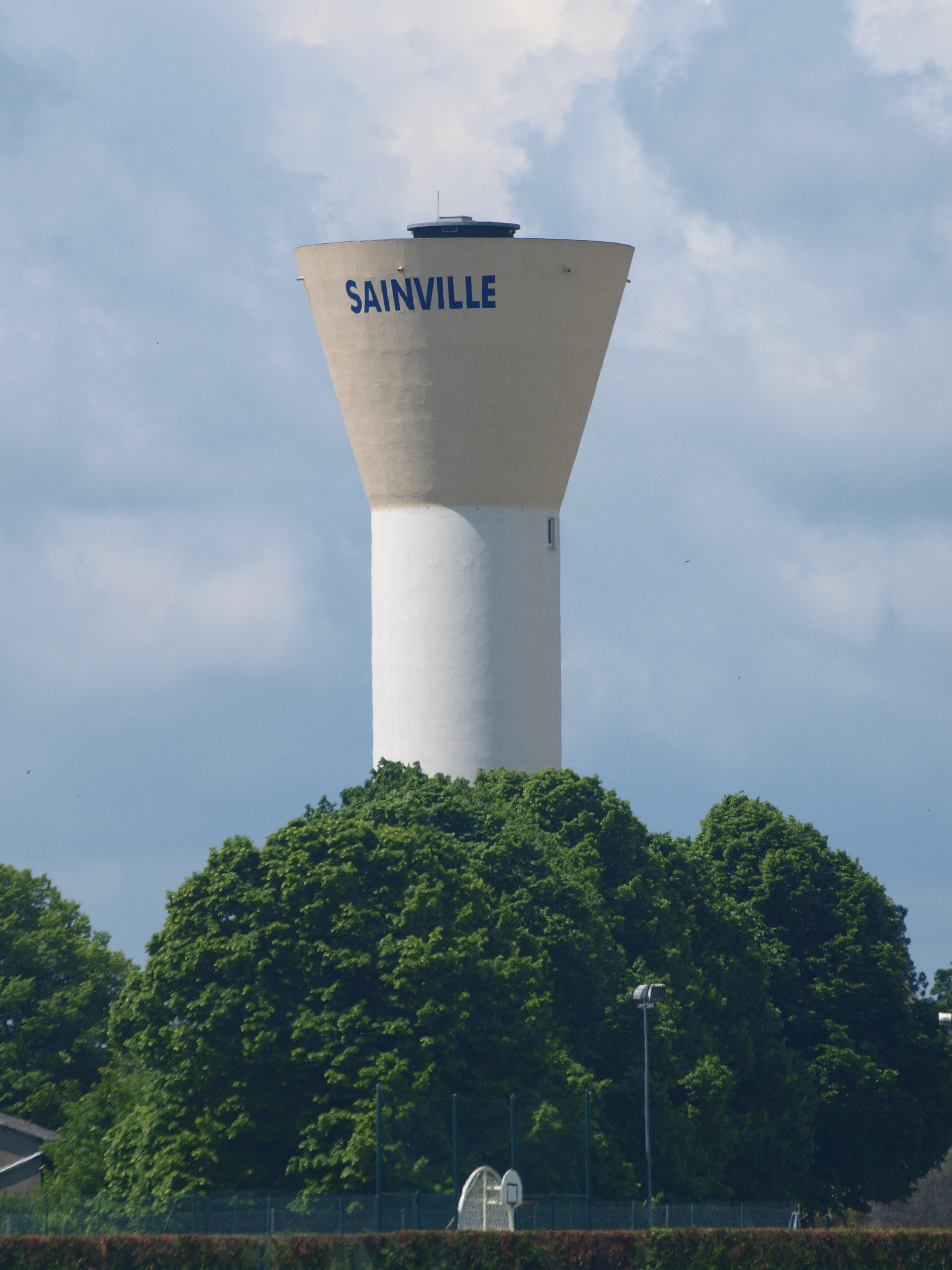
Le château d'eau.

### Personnalités liées à la commune
- Marie Poussepin (14 octobre 1653, Dourdan - 24 janvier 1744, Sainville), fondatrice de la congrégation des sœurs de la charité dominicaines de la Présentation de Tours. Une place de la commune honore son nom.

Marie Poussepin
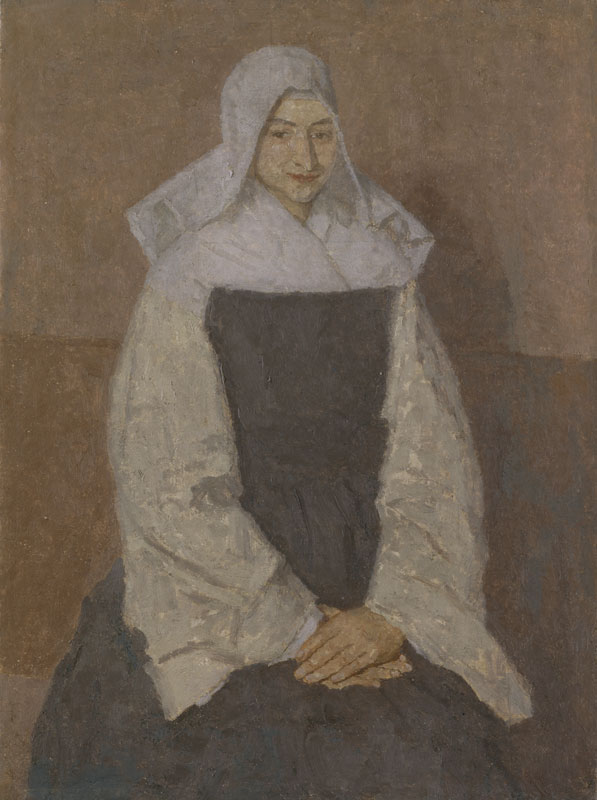
Portrait par Gwen John, vers 1915-1920, Barber Institute of Fine Arts.
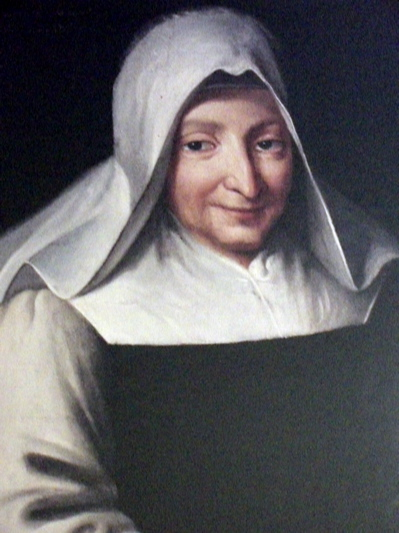
Portrait sur toile de Marie Poussepin au XVIIIe siècle, musée de Dourdan.
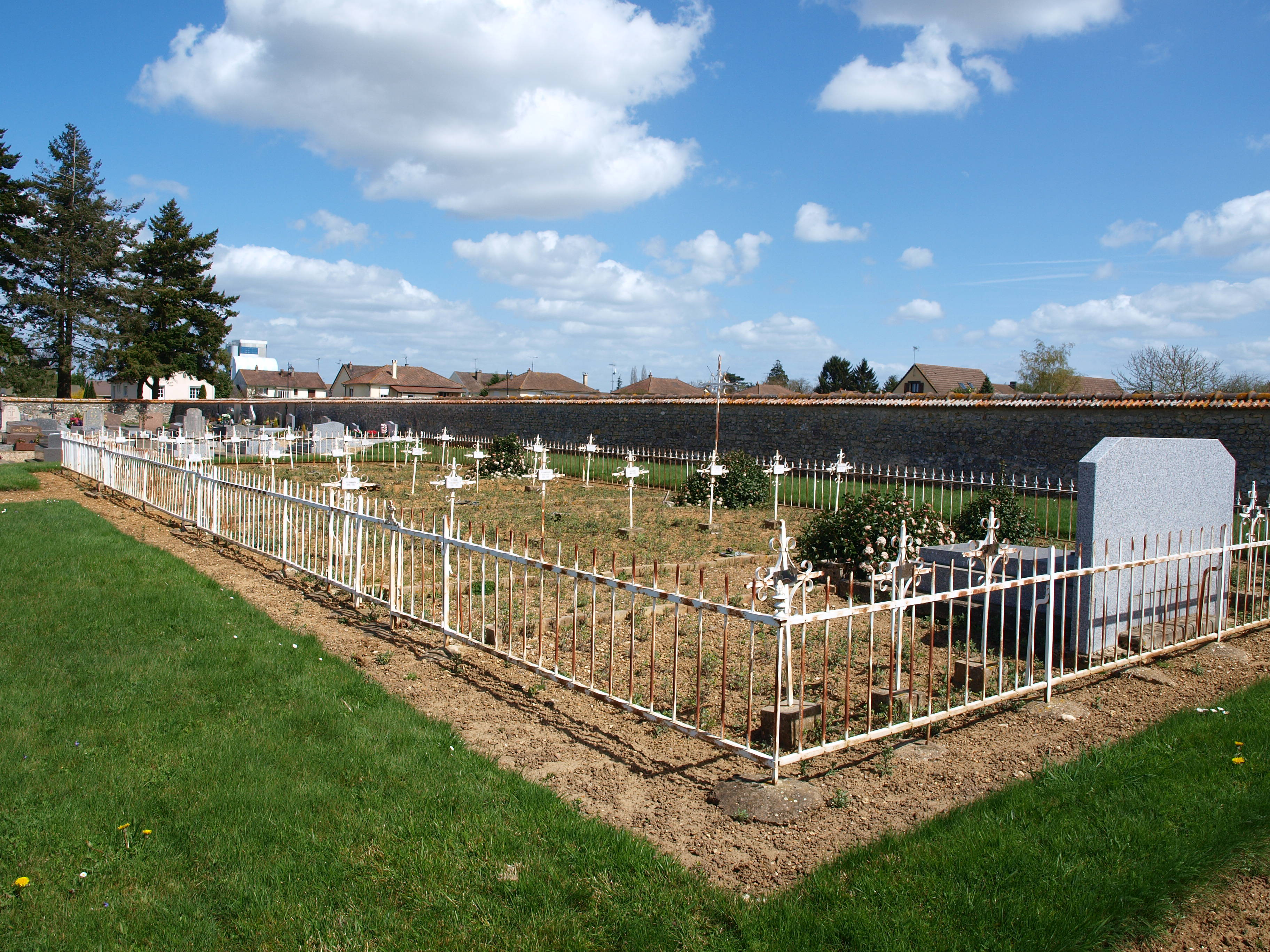
Cimetière de Sainville : le carré des religieuses du couvent.
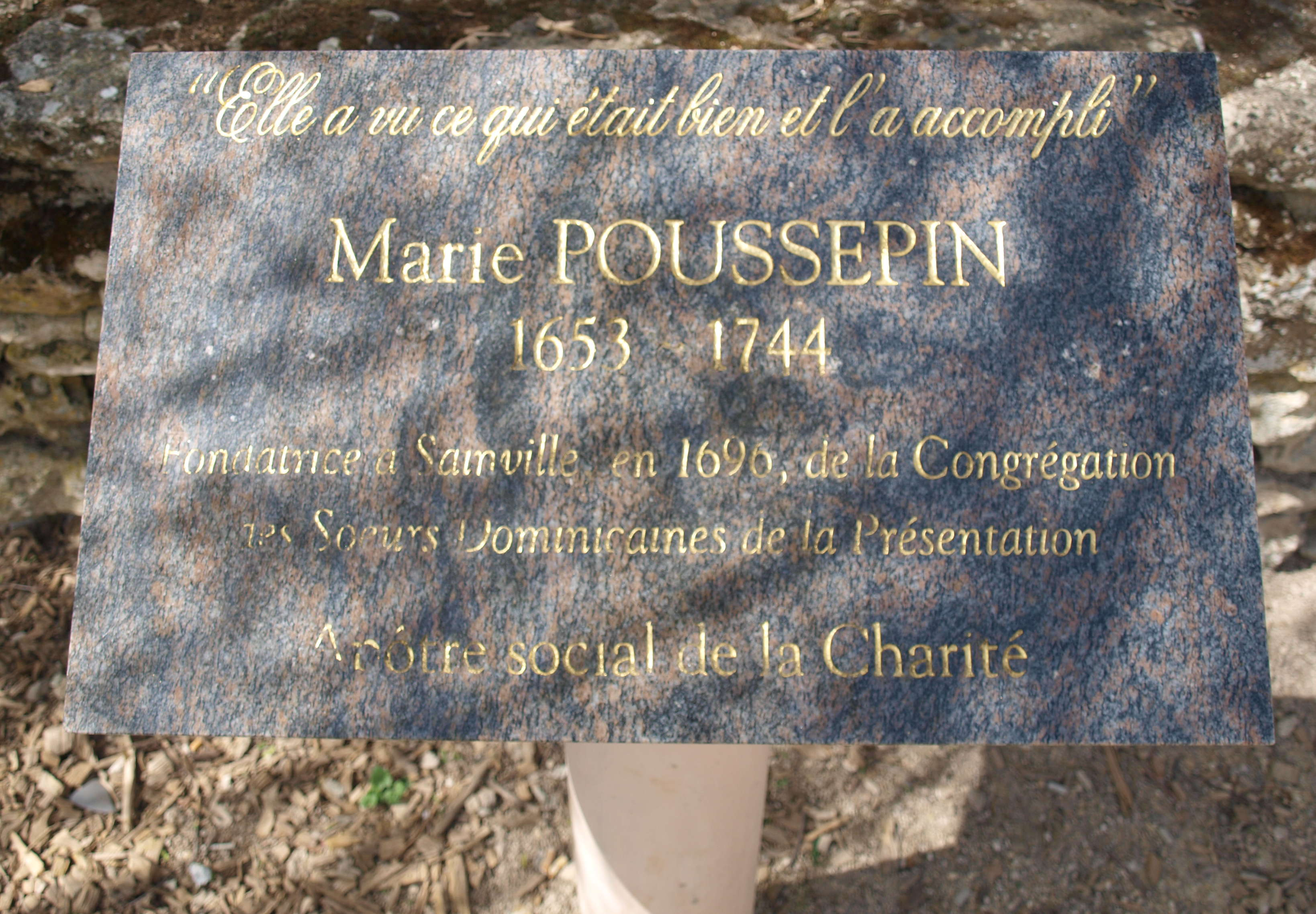
Plaque commémorative : « Elle a vu ce qui était bien et l'a accompli ».

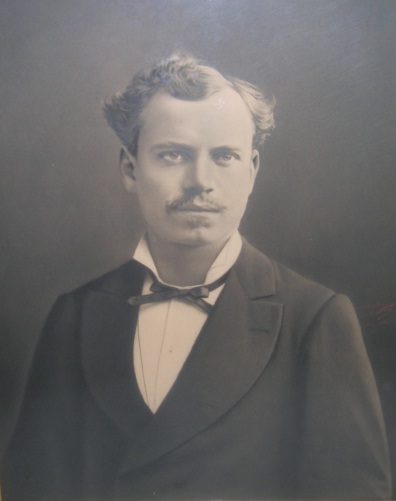
Portrait d'Eugène Farcot.

- Eugène Farcot (20 février 1830, Sainville - 14 mars 1896, Saint-Maur-des-Fossés), ingénieur aéronaute et l'un des plus célèbres horloger à pendule conique. Le musée ainsi qu'une place de la commune honore son nom.
- Agnès Varda (née en 1928), photographe, réalisatrice de cinéma et plasticienne, a, notamment, tourné en 2002 le film Deux ans après dans plusieurs villages de Beauce eurélienne : Allainville, Barmainville, Oysonville et Sainville[39].